# Herbenusstraat
De Herbenusstraat is een straat aan de rand van het centrum van de Nederlandse stad Maastricht. De straat heeft een gevarieerde bebouwing met onder andere herenhuizen, arbeiderswoningen, een school en een voormalig oudemannenhuis. Daaronder bevinden zich vier rijksmonumenten en 71 gemeentelijke monumenten.

## Naamgeving, ligging en verkeer
De straatnaam Herbenusstraat werd in 1903 door de Maastrichtse gemeenteraad vastgesteld. De straat is vernoemd naar de Maastrichtse geestelijke en humanist Matthaeus Herbenus (1451-1538), die tevens pedagoog, musicus, musicoloog en geschiedschrijver was. Herbenus schreef onder andere de oudst bekende historische beschrijving van de stad Maastricht.

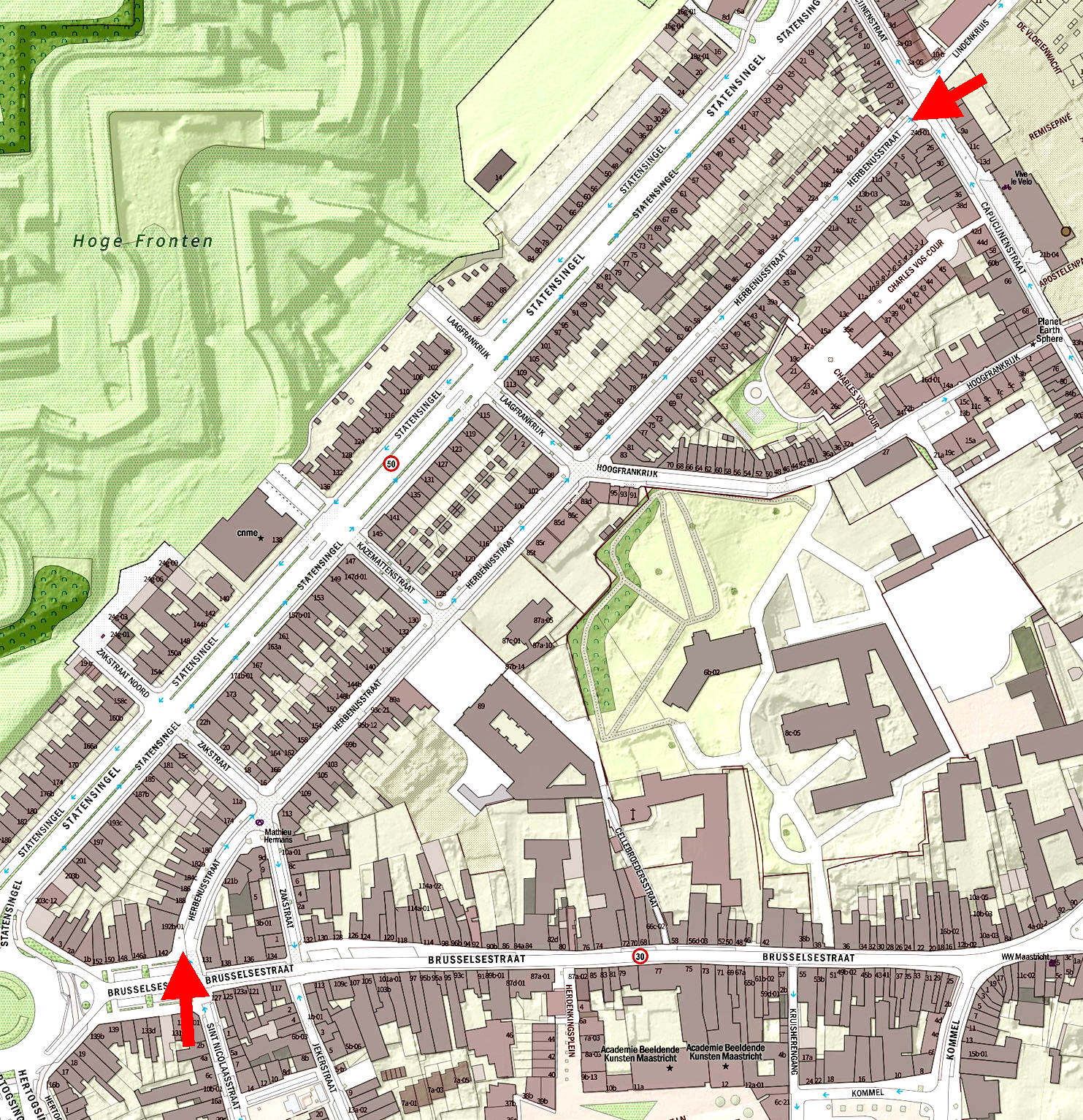
Omgeving Herbenusstraat (tussen de rode pijlen) op een topografische kaart

De Herbenusstraat ligt in het westelijk deel van het Maastrichtse stadscentrum, in de buurt Statenkwartier. De straat is aangelegd op een helling, wat in het straatbeeld onder andere zichtbaar is door de trapsgewijs oplopende gevels. Het hoogteverschil bedraagt 17 meter: van 53 m NAP in het noordoosten tot 70 m NAP in het zuidwesten. De straat loopt min of meer in een rechte lijn van noordoost naar zuidwest tussen de Capucijnenstraat en de Brusselsestraat. Het laatste stukje, tussen de Zakstraat en de Brusselsestraat, maakt een flauwe bocht naar het zuiden. Hierna zet de straat zich in feite voort als Sint Nicolaasstraat. Hetzelfde gebeurt aan de kant van de Capucijnenstraat, waar de straat zich na een lichte knik voortzet als Lindenkruis. Aan beide zijden liggen drie zijstraten, Capucijnenstraat en Brusselsestraat niet meegerekend. Aan de kant van de even huisnummers, de rechterkant als men van noordoost naar zuidwest gaat, zijn dat: Laagfrankrijk, Kazemattenstraat en Zakstraat. Aan de oneven kant liggen: Charles Voscour, Hoogfrankrijk en Zakstraat. Een onofficiële voetgangersverbinding met de Brusselsestraat wordt gevormd door het Cellebroedersstraatje, dat vanaf de Herbenusstraat via het Kumulusterrein bereikbaar is, maar 's avonds wordt afgesloten. Charles Voscour is eveneens alleen voor voetgangers opengesteld (bereikbaar via een poortdoorgang op nr. 39), maar is wel een officiële straat, genoemd naar de Maastrichtse beeldhouwer Charles Vos (1888-1954). De andere straatnamen verwijzen naar benamingen uit de Maastrichtse vestingbouw (kat Hoog Frankrijk, hoornwerk Laag Frankrijk, kazematten) of, in het geval van de Zakstraat, naar een oorspronkelijk doodlopende weg (Frans: cul-de-sac).
Hoewel de Herbenusstraat oorspronkelijk werd aangelegd als onderdeel van een 'binnensingelring', is deze ringweg maar zeer ten dele aangelegd, waardoor de verkeersfunctie van de Herbenusstraat beperkt bleef tot het lokale verkeer. De weg heeft over de hele lengte een ongedeelde rijbaan met aan beide zijden parkeerstroken en trottoirs. Het wegdek bestaat uit asfalt, op enkele plaatsen onderbroken door verkeersdrempels van betonklinkers. De parkeerstroken zijn deels geplaveid met betonklinkers (tussen Capucijnenstraat en Kazemattenstraat); elders in de straat zijn ze door wegmarkeringen op het asfalt aangegeven. De trottoirs zijn geplaveid met standaard stoeptegels. Aan de even kant (met de meeste zon) zijn ze aanzienlijk breder. Hier staan bomen, soms met door bewoners beplante boomspiegels, en bevinden zich ook de meeste geveltuintjes.

## Geschiedenis
De geschiedenis van het gebied rond de Herbenusstraat loopt tot 1867 parallel met die van de vesting Maastricht. Na de sloop van de vestingwerken werd de straat in 1877 of kort daarna aangelegd, aanvankelijk als onderdeel van een binnensingelweg, die echter nooit werd voltooid. Pas na 1900 kwam de woningbouw goed op gang.

### Stadsmuur (tot 1867)
Eind dertiende eeuw bleek de eerste middeleeuwse stadsmuur te krap. Door de bouw van een tweede stadsmuur werd de bebouwing, die langs de uitvalswegen was ontstaan, binnen de ommuurde stad gebracht. De nieuwe muur met vijf nieuwe stadspoorten werd in 1380 in gebruik genomen, maar zou pas omstreeks 1500 worden voltooid. De muur had op de linker Maasoever een hoogte variërend van 6 tot 9 m en een lengte van 4,4 km (inclusief ca. 850 m bestaande muur, voornamelijk langs de Maasoever). In het noordwestelijk gedeelte lagen twee stadspoorten: de Brusselsepoort en de Lindenkruispoort. Daartussen bevond zich het deel van de stadsmuur dat ongeveer het tracé van de Herbenusstraat volgde. De aarden wal aan de stadszijde rijkte tot aan de oneven nummers. In dit muurdeel bevonden zich zes waltorens. De namen van enkele torens zijn overgeleverd: de Kackenberch, de Crotentoren, de Boenentoren, de toren "der Hont", de "toren achter de Cellebroeders" en de Sint-Joristoren. Alleen de locatie van die laatste staat vast: het was de tweede toren vanaf de Lindenkruispoort, ongeveer ter plekke van de achtertuinen van Herbenusstraat 48-50. De benaming Sint-Joristoren houdt mogelijk verband met het feit dat kerspels en kloosters een taak hadden bij het onderhoud (en verdediging) van een deel van de hoofdwal, ook het Sint-Joriskerspel. Aan de veldzijde van de muur lag een (droge) gracht, die min of meer op de plek van de tuinen tussen de Herbenusstraat en de Statensingel lag. Onder de gracht liep later het ondergrondse Jekerkanaal, dat nog grotendeels intact is, maar niet toegankelijk.
Tussen 1540 en 1550 werden de meeste muurtorens omgebouwd tot rondelen door de torenspitsen te verwijderen, de torens te verlagen en deze vol te storten met aarde, zodat er zwaar geschut kon worden opgesteld. Op het Cellebroedersrondeel stond een bekend kanon, de "Kwade Griet" ("'t geschut dye Quoede Gryt genant"). De stadsmuur werd aan de binnenzijde versterkt met een aarden wal, zodat deze beter bestand was tegen de sterk toegenomen vuurkracht van het geschut. Vermoedelijk in de zeventiende eeuw werden op twee plaatsen katten of caveliers opgeworpen, verhogingen van aarde, die boven de walmuur uitreikten en waarop batterijen voor het geschut waren geplaatst. De kat Hoog Frankrijk lag bij de Sint-Joristoren; de kat Nassau bij de tweede toren vanaf de Brusselsepoort. In 1669 bleek de stadsmuur achter het Cellebroedersklooster in slechte staat en verordineerde de magistraat "dat den muyr bij de hoogh kat" gerepareerd moest worden. De kat Nassau werd omstreeks 1692 voorzien van een ondergronds rechthoekig kruitmagazijn. Tien jaar later kreeg de kat een halfrond vooruitspringend deel, dat het vuren in meerdere richtingen vergemakkelijkte.
Bij een inspectie in 1728 kwam men erachter dat veel particulieren hun tuinen illegaal hadden vergroot door de aarden wal aan de binnenzijde van de stadsmuur gedeeltelijk af te graven. Dit was onder andere gebeurd in de tuin van mevrouw Célis bij de kat Nassau. Deze mededeling lijkt erop te wijzen dat er geen openbare weg langs de stadsmuur liep, die men dan als voorloper van de Herbenusstraat zou kunnen zien. Hoe het gebied aan de voet van de stadsmuur er dan wel uit zag, is niet bekend.
Omstreeks 1750 werd de sortie in de stadsmuur bij de kat Hoog Frankrijk aan weerszijden voorzien van vier kazematten, die elk 6 x 2 m maten. Een deel hiervan is ondergronds bewaard gebleven. In deze periode stond boven op de muur, aan de zuidzijde van de kat, een wachthuisje, de zogenoemde "Vloeienwacht". Aan de stadszijde van de kat Hoog Frankrijk, ongeveer ter plekke van het achterterrein van Herbenusstraat 49-53, bevond zich een kruithuis, herkenbaar zowel op de achttiende-eeuwse maquette van Maastricht, als op de negentiende-eeuwse kadasterkaart. Een nieuw en groter kruithuis werd omstreeks 1790 in het gebied tussen de twee katten gebouwd. Het was van hetzelfde model als het bewaard gebleven kruithuis van de Bleekhof bij de Tongersekat. Het nieuwe kruithuis lag ter plekke van het latere Momus' Oudemannenhuis, tegenwoordig Herbenusstraat 87. Naast het kruithuis verrees rond het midden van de negentiende eeuw een groot, L-vormig wapenmagazijn, dat pas in de jaren 1980 is gesloopt. Het gebouw is nog niet te zien op de kadasterkaart van 1842, maar is wel afgebeeld op een tekening van Jan Brabant, vermoedelijk daterend uit de jaren 1860. Ten zuiden van de Lindenkruispoort en de Brusselsepoort bevonden zich barakken (kazernes), net buiten het gebied van de Herbenusstraat.
Tekeningen van Jan Brabant (1806-1886) van de stadsmuur bij de Herbenusstraat, vóór en tijdens de sloop

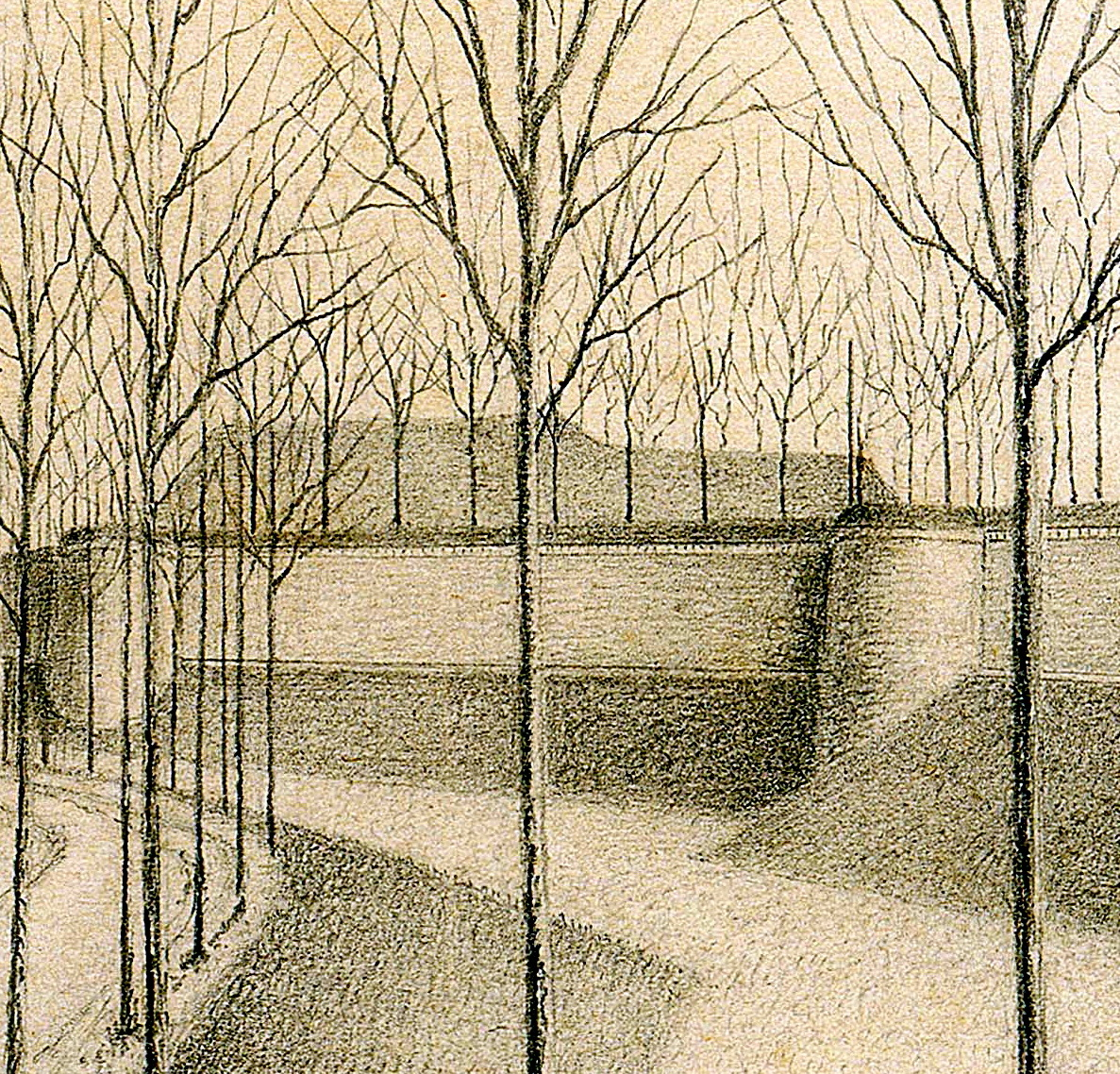
Gezicht op de kat Nassau, hoog oprijzend achter de stadsmuur (veldzijde)
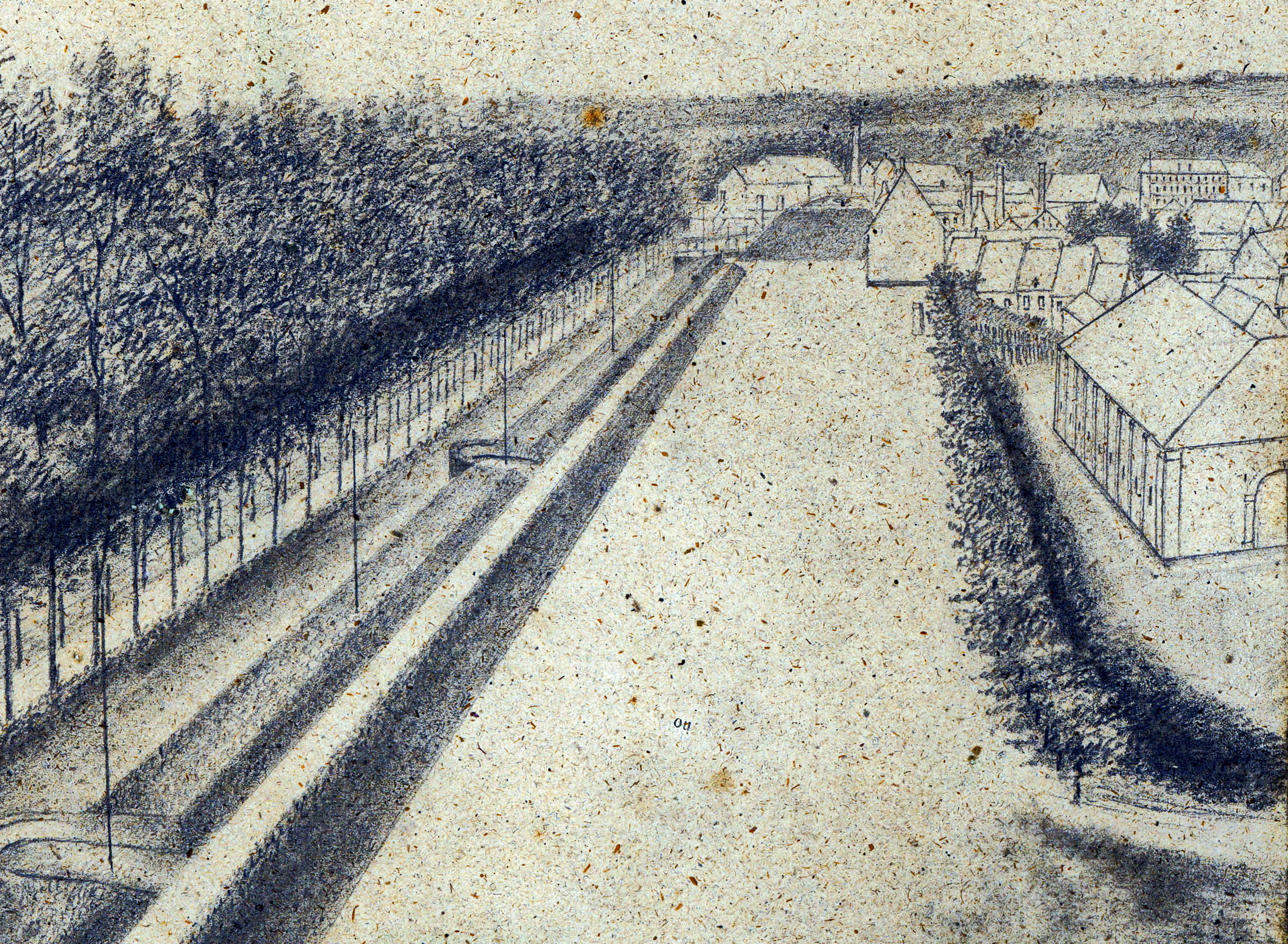
Gezicht vanaf de kat Nassau op de walmuur en de kat Hoog Frankrijk (met wachthuisje op de muur)
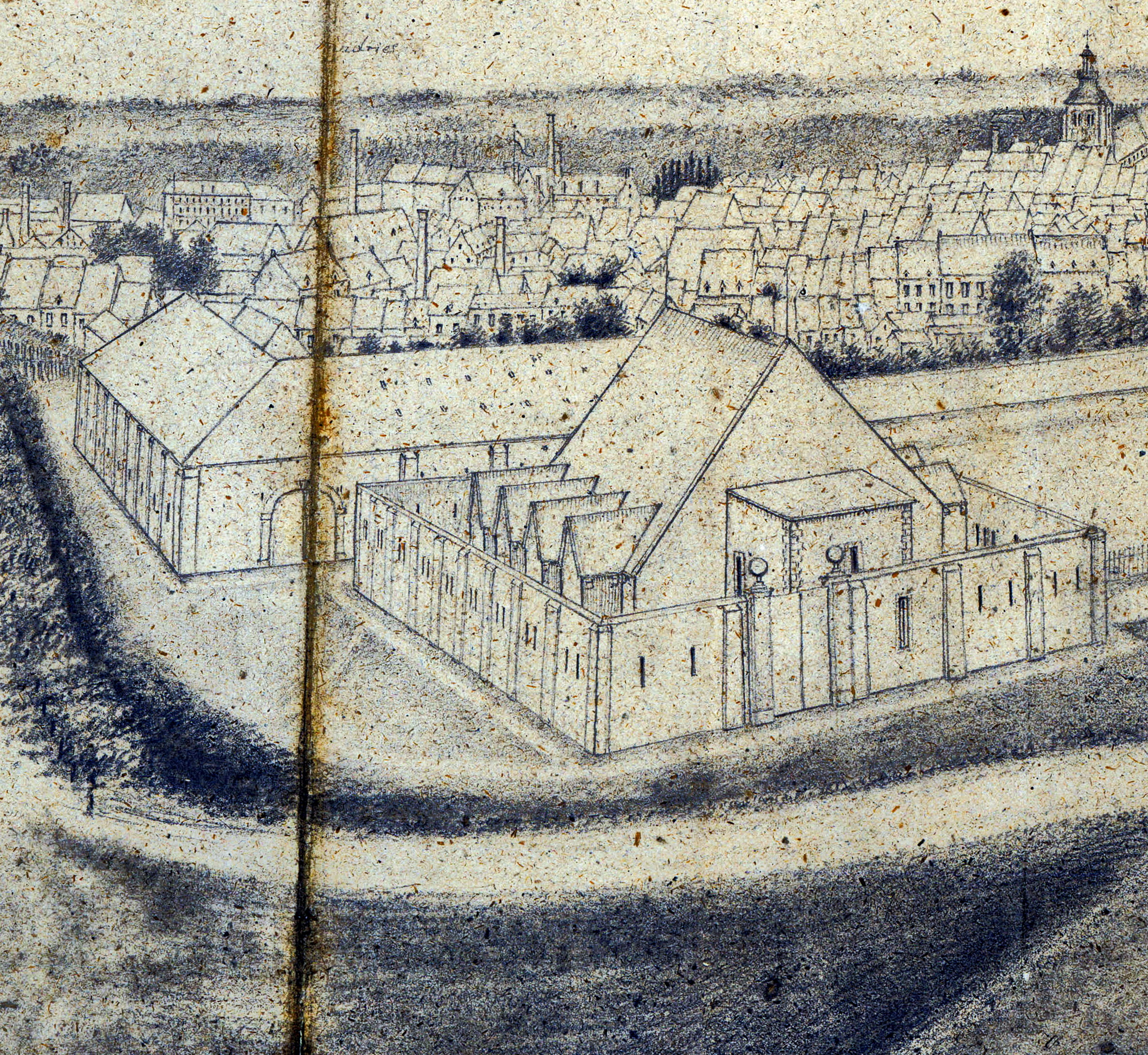
Gezicht vanaf de kat Nassau op het kruithuis en het L-vormige wapenmagazijn
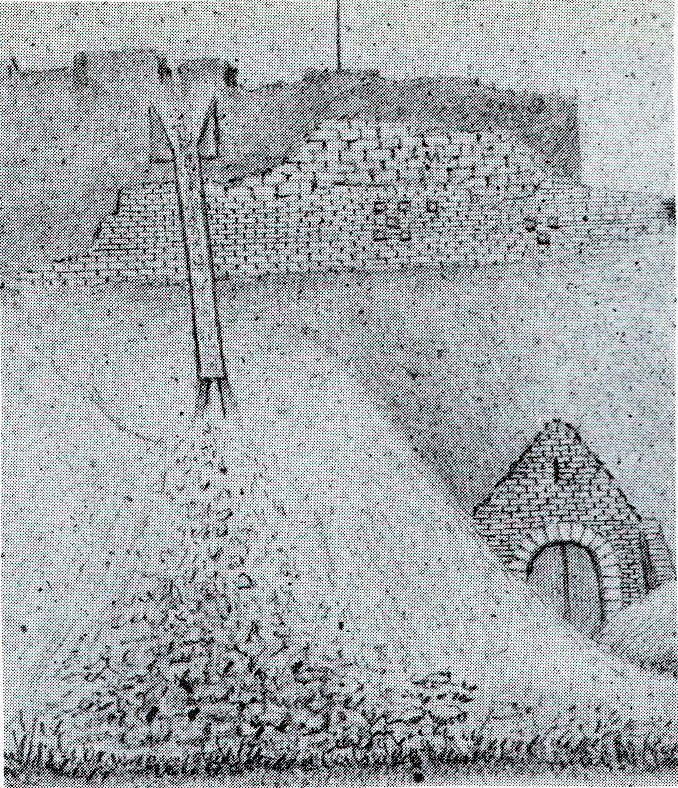
Sloop van de walmuur bij de kat Hoog Frankrijk, ca. 1874. Rechtsonder de sortie

### Sloop stadsmuur, aanleg singelweg en eerste bebouwing (1867–1890)
Na de opheffing van de vestingstatus in 1867 werd de vesting Maastricht in opdracht van het Ministerie van Oorlog ontmanteld, waarna de gronden werden overgedragen aan de Dienst der Registratie en Domeinen voor verdere sloop en herbestemming. De stadspoorten vielen onder de zeggenschap van het gemeentebestuur. De Brusselsepoort, de Lindenkruispoort en het daartussen gelegen deel van de walmuur werden tussen 1868 en 1874 afgebroken. Met het puin werd de stadsgracht opgevuld. Voor het behoud van de kat Hoog Frankrijk zetten zich vanaf 1868 de redactie en enkele lezers van de krant Le Courrier de la Meuse in, echter zonder resultaat. Het voornaamste argument voor behoud was niet de historische waarde, maar het feit dat de verhoging zo'n aardig uitzicht bood over de stad en het omringende landschap. De kat werd waarschijnlijk in 1874 gesloopt.
In 1867, nog vóór de ontmanteling goed en wel begonnen was, kwam de ontmantelingscommissie met een eerste schets voor de toekomstige uitleg van de stad. De gemeente Maastricht kwam in hetzelfde jaar met een eigen "Project van percees en boulevards". Beide plannen gingen uit van een singel- of boulevardstructuur rondom de ontmantelde stad, zoals dat door de rijksingenieur F.W. van Gendt voor de meeste voormalige vestingsteden werd voorgesteld. Van Maastrichtse zijde waren achtereenvolgens de stadsarchitecten A. Cuypers, J.H. Nivel en vanaf 1873 W.J. Brender à Brandis verantwoordelijk voor de uitwerking van de plannen. Pas met laatstgenoemde kwam er schot in de uitvoering. Begonnen werd met het noordwestelijk deel, aangezien daar de belangrijkste industrieën gevestigd waren, die in die tijd in Maastricht het primaat hadden. Tussen 1874 en 1876 kwamen de huidige Statensingel, Frontensingel en Fransensingel tot stand. Van het zuidelijk deel van de singel werd aanvankelijk slechts een klein deel in het Villapark aangelegd; de aanleg van de Hertogsingel moest tot 1891-93 wachten en het westelijk deel van de Prins Bisschopsingel tot 1920.
Hoe het gebied aan de stadszijde van de vestingwal er vóór de grote infrastructurele werken van 1867-1878 uitzag, is enigszins te zien op de kadasterkaart van 1842. Van een voorloper van de Herbenusstraat lijkt, zoals eerder vastgesteld, geen sprake. Op een verkavelingsplattegrond van Frits van Gendt uit circa 1877 wordt de Herbenusstraat aangeduid met de voorlopige naam "Nieuw aangelegde Hoofdweg". Tussen Statensingel en Herbenusstraat is dan slechts één verbindingsstraat ingetekend, ter plekke van de huidige Kazemattenstraat, hier "Middenweg" genoemd. Een jaar eerder waren dat er bij Van Gendt nog twee, waarvan er één, in het verlengde van Hoogfrankrijk, later toch is uitgevoerd, en de ander, ter hoogte van Herbenusstraat 140-142, niet. Van een verlengde Zakstraat is in beide plannen nog geen sprake. In januari 1877 vond de aanbesteding plaats. Waarschijnlijk werd de straat nog in hetzelfde jaar of in de loop van 1878 aangelegd. In 1878 was men in elk geval bezig met de aanleg van de Kazemattenstraat, die een tijd lang de enige zijstraat bleef. In mei 1878 vond een veiling van kavels plaats, die vermoedelijk geen succes werd, gezien het feit dat in de twee decennia die volgden slechts twee woningbouwprojecten werden uitgevoerd, beide beperkt van omvang (zie hieronder). Mogelijk werden de zijstraten Laagfrankrijk en (verlengde) Zakstraat in de jaren daarna aangelegd op niet verkochte kavels. Tussen 1877 en 1903 werden diverse benamingen gebruikt voor de Herbenusstraat: Binnenste Singelweg, Binnen Boulevard, Boulevard Téméraire (zie hieronder), Boulevard T, of alleen Boulevard. Pas in 1903 kregen Herbenusstraat en Statensingel hun huidige namen.
In 1874 werden de kruitmagazijnen "Oud Hoog Frankrijk" en "Nieuw Hoog Frankrijk" door het Rijk openbaar geveild. Waarschijnlijk werden hiermee het kruithuis bij de kat Hoog Frankrijk en het nieuwe kruithuis ter plekke van Herbenusstraat 87 bedoeld. Volgens sommige bronnen zou de koper van laatstgenoemd kruithuis baron de Bieberstein Rogalla Zawadsky zijn geweest, maar het is niet duidelijk waarop die suggestie is gebaseerd. Evenmin is duidelijk of de koper het kruitmagazijn liet slopen, of het verbouwde tot het vandaag de dag nog bestaande pand. In elk geval werd het complex uitgebreid met een bijgebouw, in een enigszins neogotisch aandoende bouwstijl (zie tekening Lefebvre hiernaast). In het nieuwe/vernieuwde hoofdgebouw kwam een uitspanning, die de verwachtingsvolle naam "Le Téméraire" (de stoutmoedige) droeg. Vanuit het centrum van de stad was het etablissement te bereiken via de Cellebroedersgang/-straat, een route die aanzienlijk korter was dan de omweg via de 'Boulevard T' en de Capucijnenstraat cq. Brusselsestraat. In 1878 was ene Janssen eigenaar van het "Casino du Téméraire". De benedenverdieping van het hoofdgebouw was ingericht als café chantant, waar ook cabaret-achtige optredens plaatsvonden. Het bijgebouw diende als woonhuis. In 1881 werd het nog vrij nieuwe complex met omliggende tuinen openbaar verkocht. In 1882 waren in het pand "meerdere ongemeubileerde kwartieren" te huur. Mogelijk was de openbare verkoping in 1881 mislukt en verhuurde Janssen het pand kamergewijs tot zich een koper aandiende.
Eind jaren 1880 besloot de Maastrichtse herensociëteit Momus een oudemannenhuis op te richten. Voor dit doel werd de Stichting Momus' Oudemannenhuis opgericht, die in juni 1888 een geschikt pand vond in de uitspanning "Le Téméraire". Het hoofdgebouw werd in noordoostelijke richting uitgebreid en beide panden werden inwendig verbouwd. In 1890 opende hier het Momus' Oudemannenhuis, waar plaats was voor achttien mannen boven de 55 jaar, die onvoldoende bemiddeld waren om zelfstandig in hun onderhoud te voorzien.

### Grootschalige woningbouw, scholen (1878-ca. 1940)

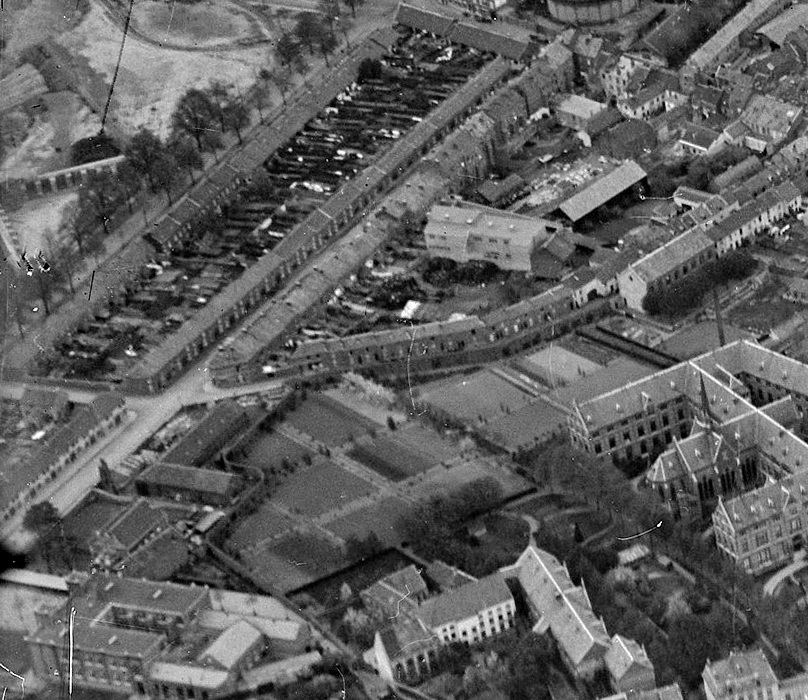
Detail van een luchtfoto uit de jaren 1920. Linksonder de openbare Herbenusschool. Daarnaast Momus' Oudemannenhuis en het L-vormige wapendepot. Rechts De Beyart en de 'klompenschool' aan Hoogfrankrijk. Op het binnenterrein de Sint-Matthiasschool

Kort na de veiling van de vestinggronden in 1878 kwamen in het noordoostelijk deel van de Herbenusstraat de eerste woningcomplexen voor arbeiders tot stand, op loopafstand van de fabrieken aan de Boschstraat en het Bassin. De eerste arbeiderswoningen werden in 1879 gebouwd door de twee jaar eerder opgerichte Maastrichtse Bouwvereniging. De woningen bevonden zich aan de even kant van de straat, vlak bij de hoek Capucijnenstraat. In 1892 bouwde dezelfde bouwvereniging aansluitend nog een aantal huizen. Alle huizen waren aangesloten op de waterleiding (per woning één kraan), in die tijd een nouveauté. Van de huizen van de Maastrichtse Bouwvereniging is niets meer over. Een nog bestaand complex van tien arbeiderswoningen uit 1880 ligt iets verderop aan dezelfde kant van de straat. Ze werden gebouwd door Sphinx-directeur Pierre (II) Regout als huisvesting voor zijn eigen werknemers (zie § Volkshuisvesting). Rond 1900 volgden meer arbeiderswoningen, deels aansluitend op de woningen van P. Regout, deels aan de overkant van de straat, tot aan de hoek Hoogfrankrijk. In 1919 ten slotte, kwam een complex arbeiderswoningen van Bouwvereniging Sint Matthias tot stand. Kort na 1900 werden ook de eerste herenhuizen en middenstandswoningen gebouwd, vooral in het zuidwestelijk deel van de straat. In 1930, toen op enkele percelen na, de gehele straat bebouwd was, woonden er 1017 mensen.
Naast het Momus' Oudemannenhuis lag op de hoek van Hoogfrankrijk 's rijks wapenmagazijn "Hoogfrankrijk". Het magazijn is tot zeker eind negentiende eeuw, mogelijk langer, als zodanig in gebruik geweest. Na het vertrek van het wapenmagazijn maakte kapelaan J.A.H. Wouters van de Sint-Servaasparochie er in de jaren 1920 of 30 een patronaatsgebouw van.
Aan de andere kant van het oudemannenhuis, op nr. 89, werd in 1912 de Herbenusschool gesticht, een openbare lagere school voor jongens en meisjes. Hoewel de school met name bedoeld was voor minbedeelden, stuurden de meeste bewoners van de Herbenusstraat hun kinderen naar de in 1903 opgerichte (katholieke) school van de Broeders van de Beyart aan Hoogfrankrijk. Deze werd ook wel 'armenschool' of in het Maastrichts 'kloompesjaol' genoemd.
Vanaf circa 1920 was aan de Herbenusstraat nog een katholieke lagere school gevestigd, de Sint-Matthiasschool voor jongens. Vermoedelijk werd deze school gebouwd naar een ontwerp van de architect Victor Marres uit 1917, of naar een (aangepast?) ontwerp dat Marres eind 1919 indiende, samen met zijn (nieuwe) compagnon Willem Sandhövel. Het gebouw bevond zich op het binnenterrein tussen de Herbenusstraat en Hoogfrankrijk, en was bereikbaar via de nog bestaande poort in Herbenusstraat 39.

### Naoorlogse periode
Aan het einde van de Tweede Wereldoorlog verbleven veel bewoners van de Herbenusstraat vanwege het voortdurend luchtalarm in de kazematten ('de katsj') achter de Statensingel; in de weken voor de bevrijding van Maastricht op 14 september 1944 min of meer permanent.
In de jaren 1950 en 60 overheerste in Maastricht, zoals overal elders, het 'vooruitgangsdenken', dat vooral in termen van welvaart, economische groei en verkeersdoorstroming werd geformuleerd. In 1954 ontstond consternatie naar aanleiding van een plan om een grote doorbraak door het historische stadscentrum te realiseren. Een nieuwe verkeersweg moest de verstopte Markt verbinden met het Koningin Emmaplein. De weg zou zich ter hoogte van de Zakstraat bij de Herbenusstraat voegen, die daartoe verbreed moest worden. Talloze gebouwen in het Statenkwartier zouden worden gesloopt. Na protest van velen verdween het plan in een la.

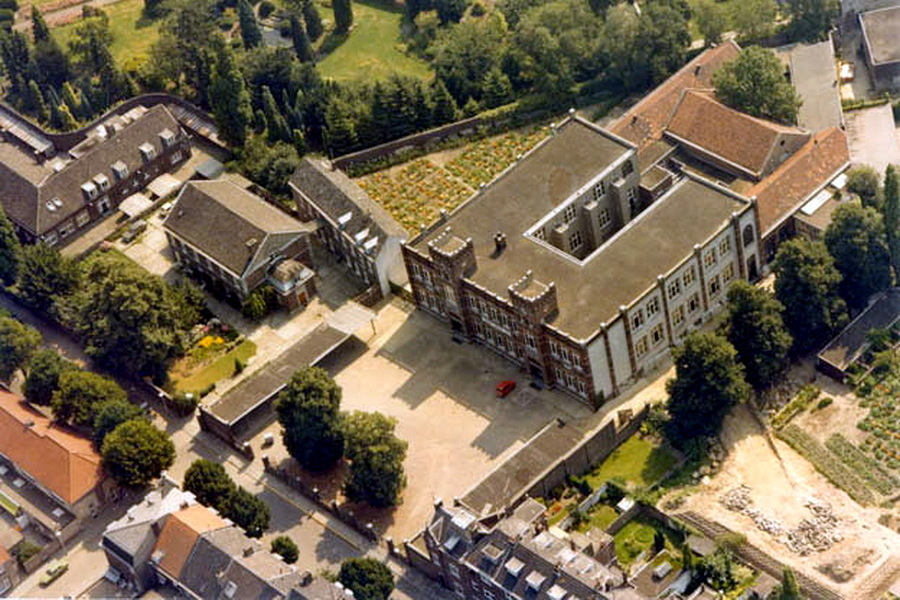
Luchtfoto Herbenusstraat (1982). Links het L-vormige wapenmagazijn, op dat moment in gebruik als postsorteercentrum. Daarnaast het Momus' Oudemannenhuis. Rechts de Sint-Servatiusschool, toen in gebruik als Centrum voor Creatieve Vorming (nu Kumulus)

De Herbenusschool werd in 1937 een katholieke school voor buitengewoon lager onderwijs, Sint-Servatiusschool genoemd. De school bleef tot 1979 gevestigd op Herbenusstraat 89 en vertrok daarna naar de Bemelergrubbe in Scharn. Het gebouw aan de Herbenusstraat werd de nieuwe huisvesting van het aan de gemeente gelieerde Centrum voor Creatieve Vorming (CCV). In 1993 fuseerde het CCV met de gemeentelijke afdeling Amateuristische Kunstbeoefening en Kreatieve Vorming (AKKV), waartoe ook de stedelijke muziekschool behoorde. De nieuwe organisatie droeg de naam Kumulus en kreeg de beschikking over twee gebouwen: het voormalige Franciscanessenklooster aan de Sint Maartenspoort in Wyck (Kumulus Oost) en de Sint-Servatiusschool (Kumulus West).
Enigszins verwarrend was, dat er in de naoorlogse periode, behalve de Sint-Servatiusschool, ook een Sint-Servaascollege in de Herbenusstraat lag, namelijk op nr. 39, het voormalige gebouw van de Sint-Matthiasschool. Het Sint-Servaascollege was een in 1948 mede door Fons Tuinstra opgerichte katholieke middelbare handelsdagschool. Vanaf 1967 was het een MEAO-school. Door ruimtegebrek verrezen in de loop der jaren noodlokalen op het schoolplein en werden diverse dependances in gebruik genomen. Wanneer het schoolgebouw aan de Herbenusstraat definitief is verlaten, is niet bekend. Begin jaren 1990 werd op het terrein het project Charles Voscour gerealiseerd, naar een ontwerp van de Luikse architect Charles Vandenhove.
Het Momus' Oudemannenhuis sloot in 1955. In de jaren 1960 en '70 was hier de firma Hahmes gevestigd, een leverancier van chemicaliën. Pas veel later (na 2011) werd het verbouwd tot appartementen. Het naastgelegen wapendepot, dat al enkele decennia dienst deed als patronaatsgebouw, bood in de jaren 1950 en 60 onderdak aan een hobbyclub voor jongeren, "Sint Servatius" genaamd, en een bejaardensociëteit. Vermoedelijk omstreeks 1965 vestigde de PTT hier een postsorteercentrum. In 1986 verhuisde de PTT naar Randwyck. Kort daarna is het gebouw gesloopt en werd op deze hoek het huidige appartementencomplex gebouwd (1987).
In 1988 werden de door de Maastrichtse Bouwvereniging gebouwde arbeiderswoningen aan de Herbenusstraat 2 t/m 42 gesloopt door woningcorporatie Servatius (die de woningen al in 1960 had overgenomen). Een jaar later werd de nieuwbouw opgeleverd, 21 eengezinswoningen en vijf bejaardenwoningen.

## Architectuur, kunst, erfgoed
De begrenzing van het van rijkswege beschermd stadsgezicht van Maastricht loopt over de Herbenusstraat, waardoor officieel alleen de zuidoostelijke straatwand tot het beschermd stadsgezicht behoort. De Herbenusstraat telt vier rijksmonumenten en 71 gemeentelijke monumenten.

### Volkshuisvesting
De Herbenusstraat heeft enkele voorbeelden van volkshuisvesting uit verschillende periodes. Deze liggen met name in het noordoostelijk deel van de straat. Twee woningbouwcomplexen hebben de status van gemeentelijk monument. Twee complexen uit 1879 en 1892 zijn eind jaren 1980 gesloopt en vervangen door nieuwbouw. Uit die tijd dateert ook het appartementengebouw op de hoek met Hoogfrankrijk.
De oudste, nog bestaande arbeiderswoningen aan de Herbenusstraat (nrs. 44-62) werden in 1880 gebouwd in opdracht van de industrieel Pierre (II) Regout. De tien arbeidershuisjes, elk met een achtertuin, staan aan een vrij sterk hellend deel van de straat, waardoor de daklijn trapsgewijs oploopt. Hierdoor ontstonden twee blokken van vier woningen en daartussen een blok van twee. Om deze geleding te benadrukken zijn de blokken van vier voorzien van hoeklisenen. Verder zijn de woningen twee aan twee gespiegeld, met telkens twee voordeuren naast elkaar en aan weerszijden daarvan een venster. Op de verdieping is per woning slechts één venster. Op nrs. 52-54 is een jaarsteen ingemetseld met het opschrift "R-P 1880", wat staat voor Regout-Polis (en het bouwjaar). De tien huizen staan niet op de gemeentelijke monumentenlijst, evenmin als de zeven arbeiderswoningen aan de overkant van de straat (nrs. 51-63), waarover weinig meer bekend is dan dat ze omstreeks 1910 zijn gebouwd. Deze huizen tonen qua gevelindeling vrij grote onderlinge verschillen, wat versterkt wordt door het feit dat enkele gevels geverfd zijn. Het aansluitende rijtje (nrs. 65-83) dateert vermoedelijk uit 1899. Deze huizen zijn groter (hoger en dieper) dan de eerder genoemde. Vermoedelijk waren ze bedoeld voor geschoolde arbeiders, ambtenaren of middenstanders.
De twee gemeentelijk beschermde woningcomplexen liggen tussen de Herbenusstraat en de Statensingel. Herbenusstraat 64-96 vormt met Statensingel 81-113 een complex van 34 arbeiderswoningen. De zeventien woningen aan de Herbenusstraat zijn in 1900 gebouwd in een sobere bouwtrant. Ook deze woningen zijn twee aan twee gespiegeld en de daklijn loopt ook hier trapsgewijs op. De gevelindeling is vergelijkbaar met die van de woningen uit 1880, met dien verstande dat hier boven de voordeur een blind venster is aangebracht, puur ter decoratie. Herbenusstraat 98-128 bestaat uit zestien traditionalistische arbeiderswoningen, ontworpen door Joseph Cuypers in 1919 voor de Bouwvereniging St. Mathias. Net zoals bij de eerder besproken huizenblokken, zijn de woningen twee aan twee gespiegeld en loopt de daklijn (en alle andere horizontale geledingen) trapsgewijs op. Karakteristiek is het gebruik van twee soorten Limburgse mergel, met een hoge plint van Kunrader kalk, deur- en vensteromlijstingen van baksteen (op de begane grond) en helrode dakpannen. De gevels van de dubbele woningen in de twee korte zijstraatjes zijn voorzien van speklagen.

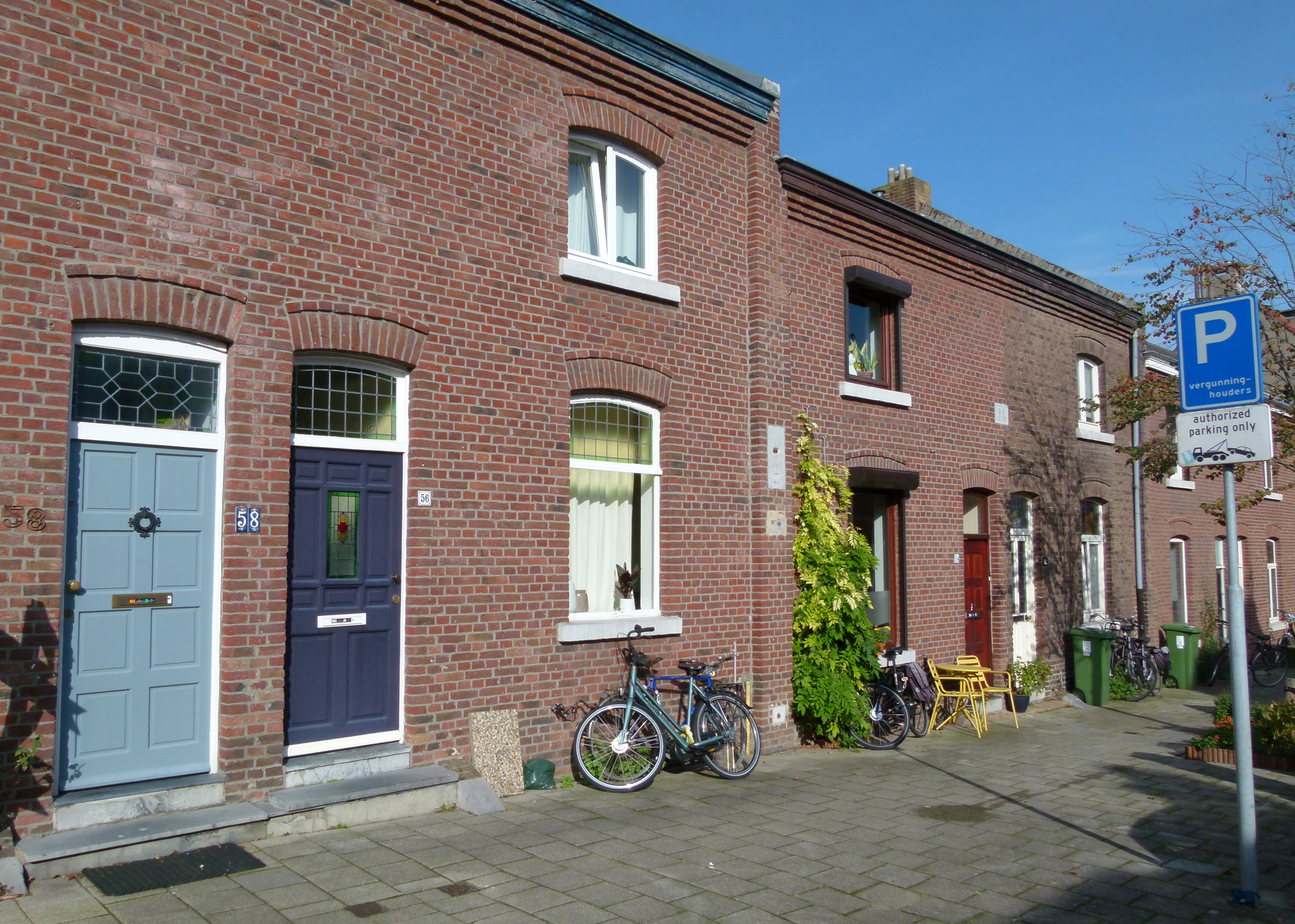
Herbenusstraat 44-62 (deels)
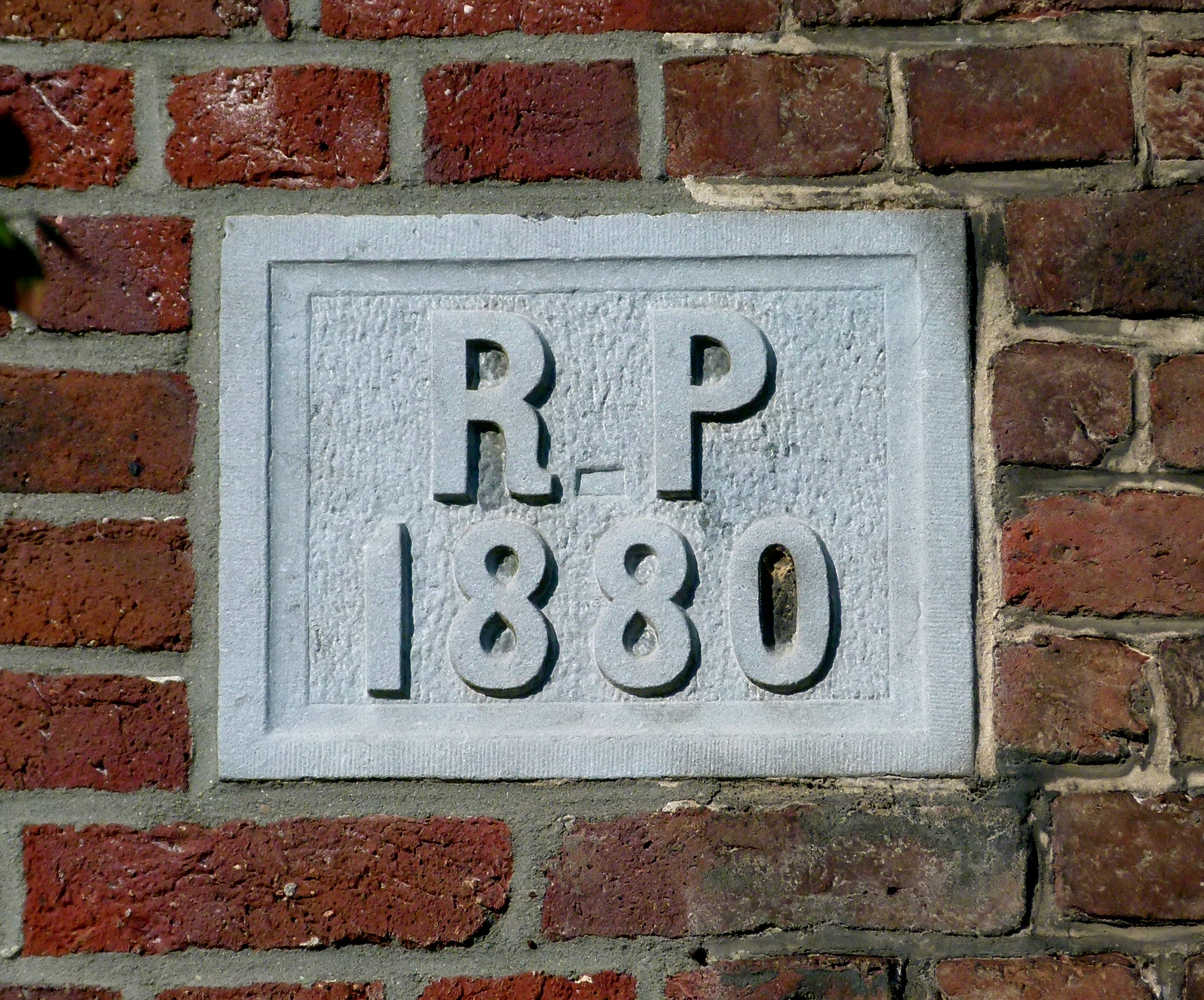
Idem, gevelsteen uit 1880
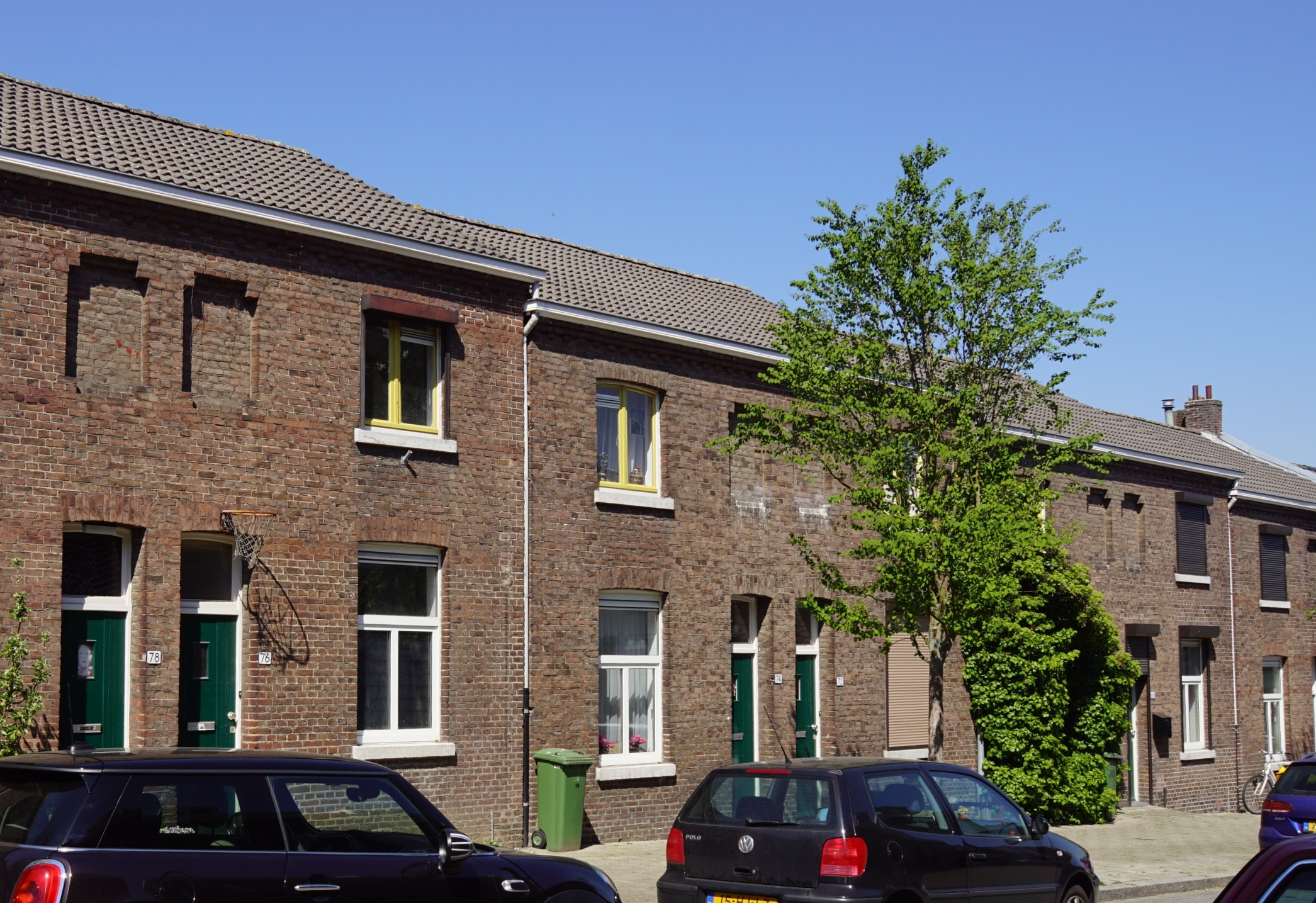
Herbenusstraat 64-96 (deels)
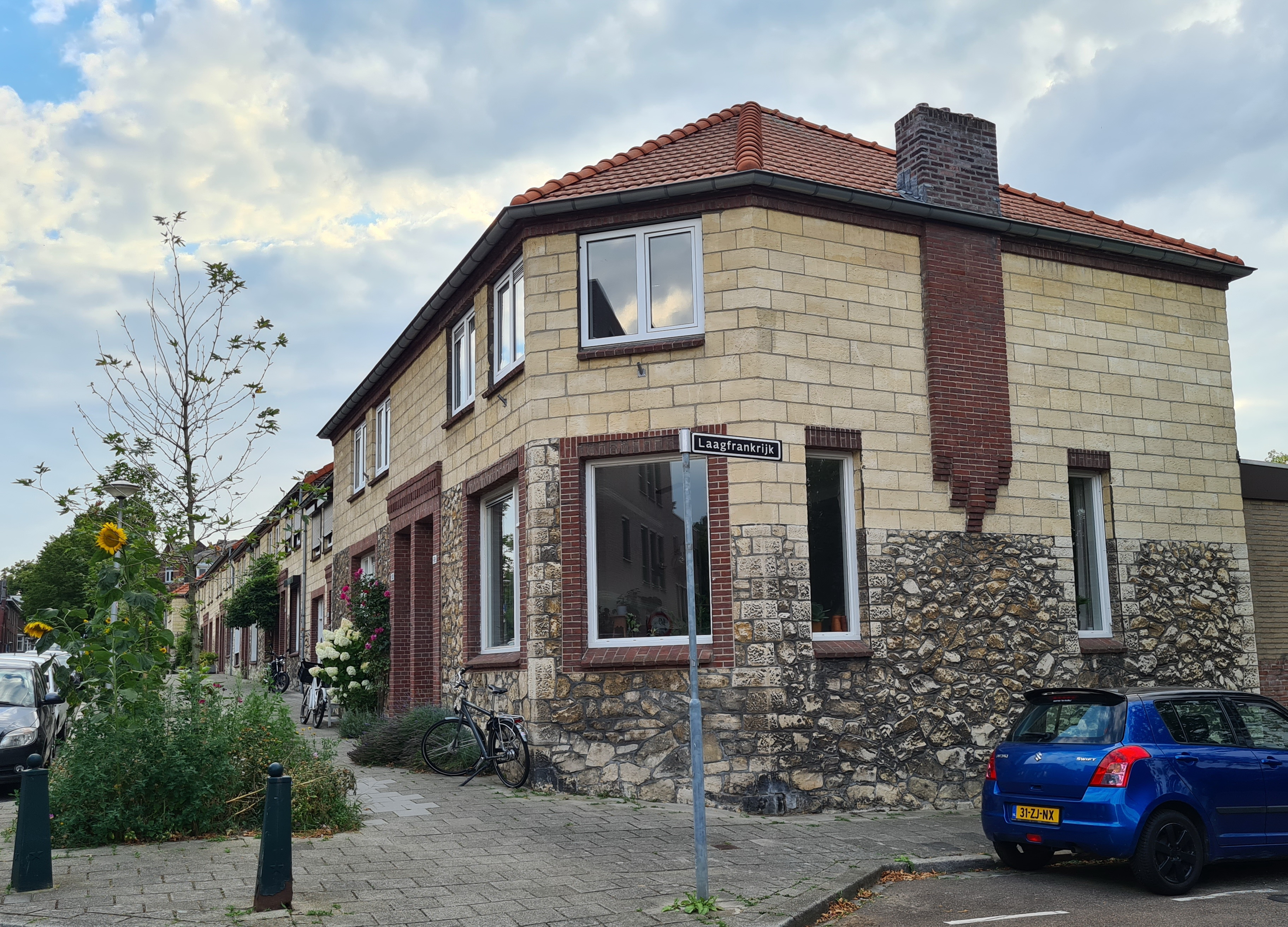
Herbenusstraat 98-128 (deels)

### Middenstandswoningen, herenhuizen
Een concentratie van middenstandswoningen uit het begin van de twintigste eeuw bevindt zich eveneens in het noordoostelijk deel van de straat, aan de oneven zijde. Herenhuizen, oorspronkelijk bedoeld voor de gegoede middenklasse, bevinden zich vooral in het zuidwestelijk straatdeel, met name aan de even zijde. Meer dan de helft daarvan staat op de gemeentelijke monumentenlijst; twee zijn rijksmonumenten.
Aan het begin van de straat, aan de kant van de Capucijnenstraat, liggen negen middenstandswoningen die de gemeentelijke monumentenstatus hebben. Ze zijn gebouwd in het eerste decennium van de twintigste eeuw in eclectische stijlen. Herbenusstraat 11 is een winkelwoonhuis uit 1904 met een winkelpui in jugendstil. Herbenusstraat 15-19 is een blok van drie huizen, eveneens uit 1904 en mogelijk eveneens gebouwd als winkelwoonhuizen. Anno 2022 zijn hier twaalf appartementen gevestigd. De gevelopbouw van de nrs. 15 en 19 is identiek, met rondbogen boven de vensters; die van het tussenliggende pand wijkt enigszins af. De gevels zijn opgetrokken in bruine baksteen, waarbij het siermetselwerk van gele baksteen fraai contrasteert. De drie aansluitende huizen, Herbenusstraat 21-25, zijn een jaar eerder gebouwd in dezelfde trant. Nr. 23 valt op door de sgraffitodecoraties (zie hieronder).
In het middendeel van de straat, tegenover de Sint-Servatiusschool, liggen twee rijksmonumentale herenhuizen, Herbenusstraat 132 en 134. Beide panden zijn in 1905 gebouwd naar een ontwerp van de Maastrichtse architect en aannemer Arthur Deussen (1881-1942). De voorgevels zijn uitzonderlijk rijk gedecoreerd met gebruikmaking van verschillende kleuren baksteen en toepassing van zandstenen, hardstenen en kunststenen elementen. Het pand rechts (nr. 132) heeft een rondboogfries, lisenen die zich naar boven toe verbreden, vlechtwerk boven de entree en een balkon dat zich over twee vensterassen uitstrekt. Het balkon steunt op gebeeldhouwde consoles met leeuwenkopjes en heeft een smeedijzeren balkonhekje. De dubbele balkondeuren zijn onderdeel van een halfronde raampartij met kozijngeledingen in jugendstilvormen. De sluitsteen van de gemetselde vensterboog vermeldt "ANNO 1905". Het rechterpand (nr. 134) heeft een soortgelijke halfronde vensterboog op de verdieping, maar zonder balkon. Het rondboogfries heeft hier een andere vorm en komt terug tussen de twee verdiepingen. De lisenen zijn voorzien van rijk gebeeldhouwde consoles en kapitelen. Opvallend is de hoefijzervormige entree in de trant van de jugendstil. Van beide panden zijn deuren en vensters nog oorspronkelijk en is het interieur redelijk intact.
Rechts van de twee rijksmonumenten ligt op de hoek van de Kazemattenstraat Herbenusstraat 130, een groot winkelwoonhuis dat eveneens door Deussen zou zijn ontworpen. Beide straatgevels hebben siermetselwerk in rode en gele baksteen. De winkelentree bevindt zich op de afgeschuinde hoek, die versierd is met gemetselde blinde bogen en eindigt in een Vlaamse gevel met een bekroning van siersmeedwerk. Aan de andere kant van de rijksmonumenten bevindt zich een dubbel woonhuis uit 1906, dat opvalt door de brede vensters en de invulling van de boogvelden boven de vensters met geometrisch metselwerk (nrs. 136-138).
Verderop in de straat liggen herenhuizen uit dezelfde periode, vrijwel allemaal in eclectische stijl, of later gebouwd, in een modernere bouwtrant. Nr. 148 heeft een diepliggend portiek met een hardstenen trap naar de bel-etage, een balkon met een elegant, uitbuikend hekwerkje en een geprofileerde houten dakgoot op consoles, waartussen zich tegelwerk bevindt. Het hoekpand Zakstraat 11 lijkt enigszins op het eerder genoemde hoekhuis Herbenusstraat 130. Ook dit betreft een (voormalig) winkelwoonhuis met een afgeschuinde hoek en een Vlaamse gevel. De winkelentree op de hoek is later dichtgezet. De boogvelden boven de vensters bevatten geometrisch siertegelwerk. Het dubbelhuis Herbenusstraat 182A/B heeft, afwijkend in deze omgeving, een witgepleisterde neoclassicistische gevel met pilasters, architraven en driehoekige of rondbogige frontons. Aan de overkant van de straat liggen enkele interessante panden uit de jaren 1920 en 1930. Herbenusstraat 97A/B-99A/B is een viervoudig woonhuis met twee beneden- en twee bovenwoningen, gebouwd in 1933 in een stijl die typerend is voor die tijd, met gemetselde erkers, glas-in-loodramen en de vier voordeuren naast elkaar onder een doorlopende luifel. Herbenusstraat 103 uit 1927 bezit drie in een hoek geplaatste erkers, die ondersteund worden door uitkragend metselwerk.

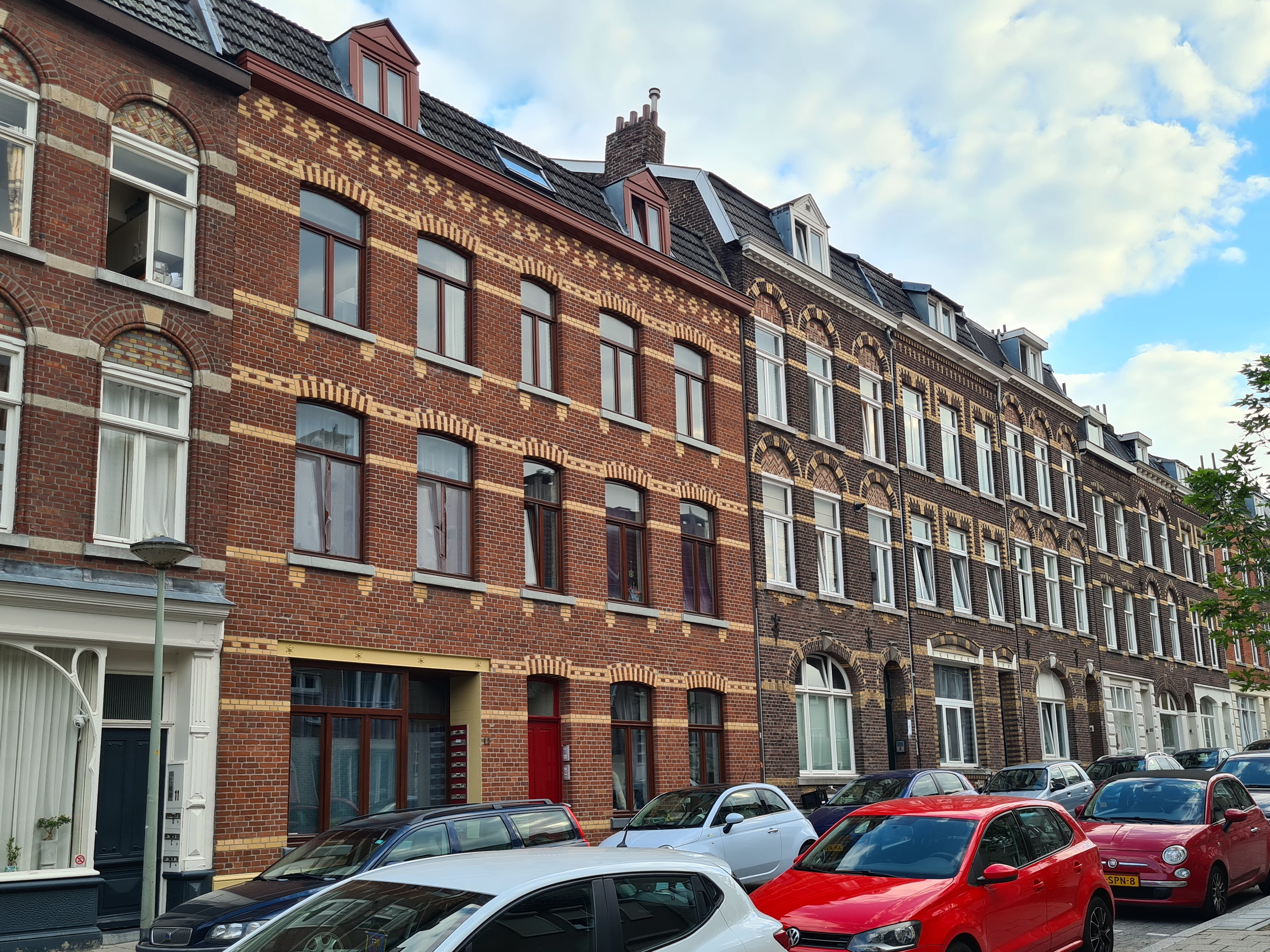
Herbenusstraat 11 t/m 27
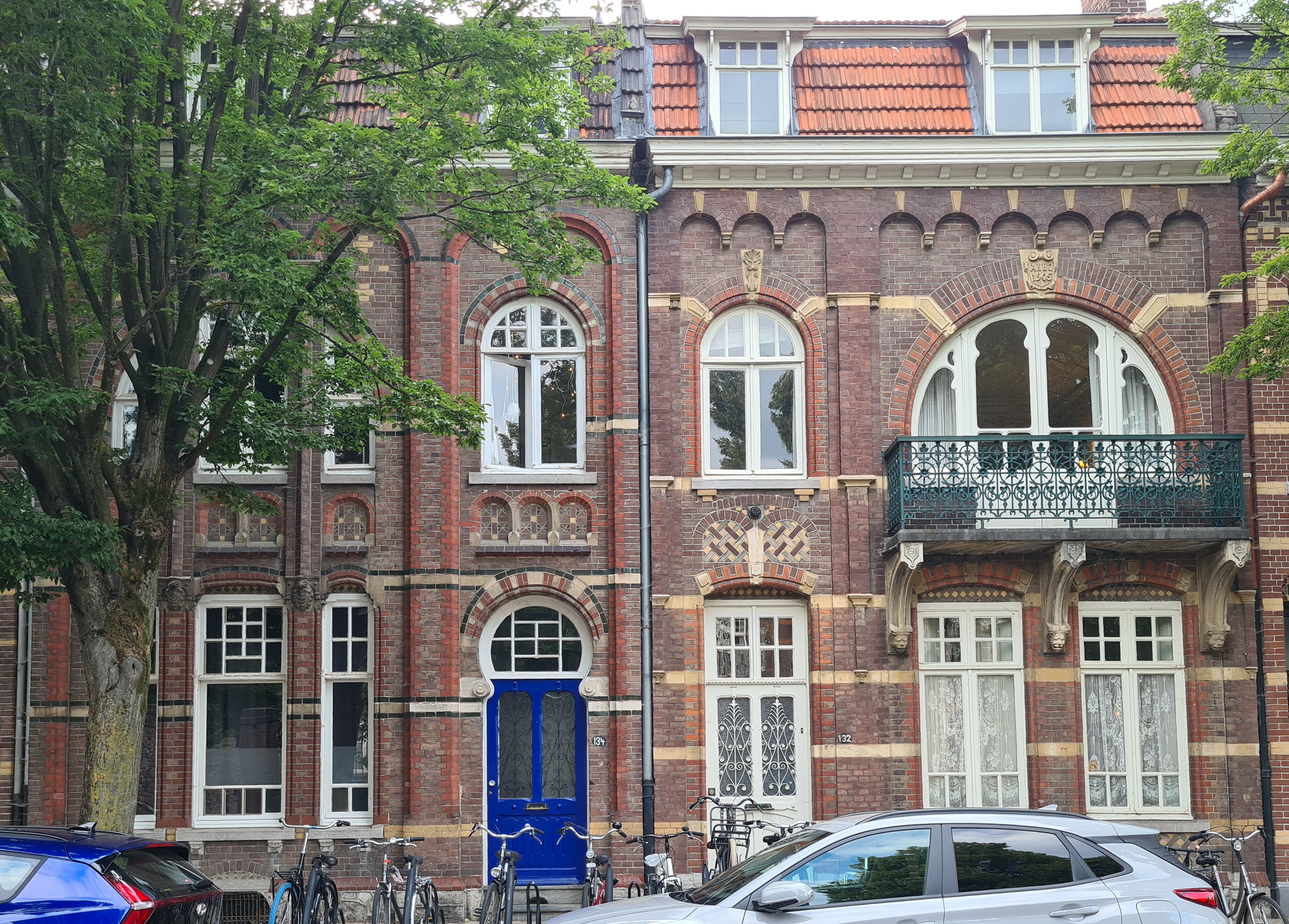
Herbenusstraat 132 en 134
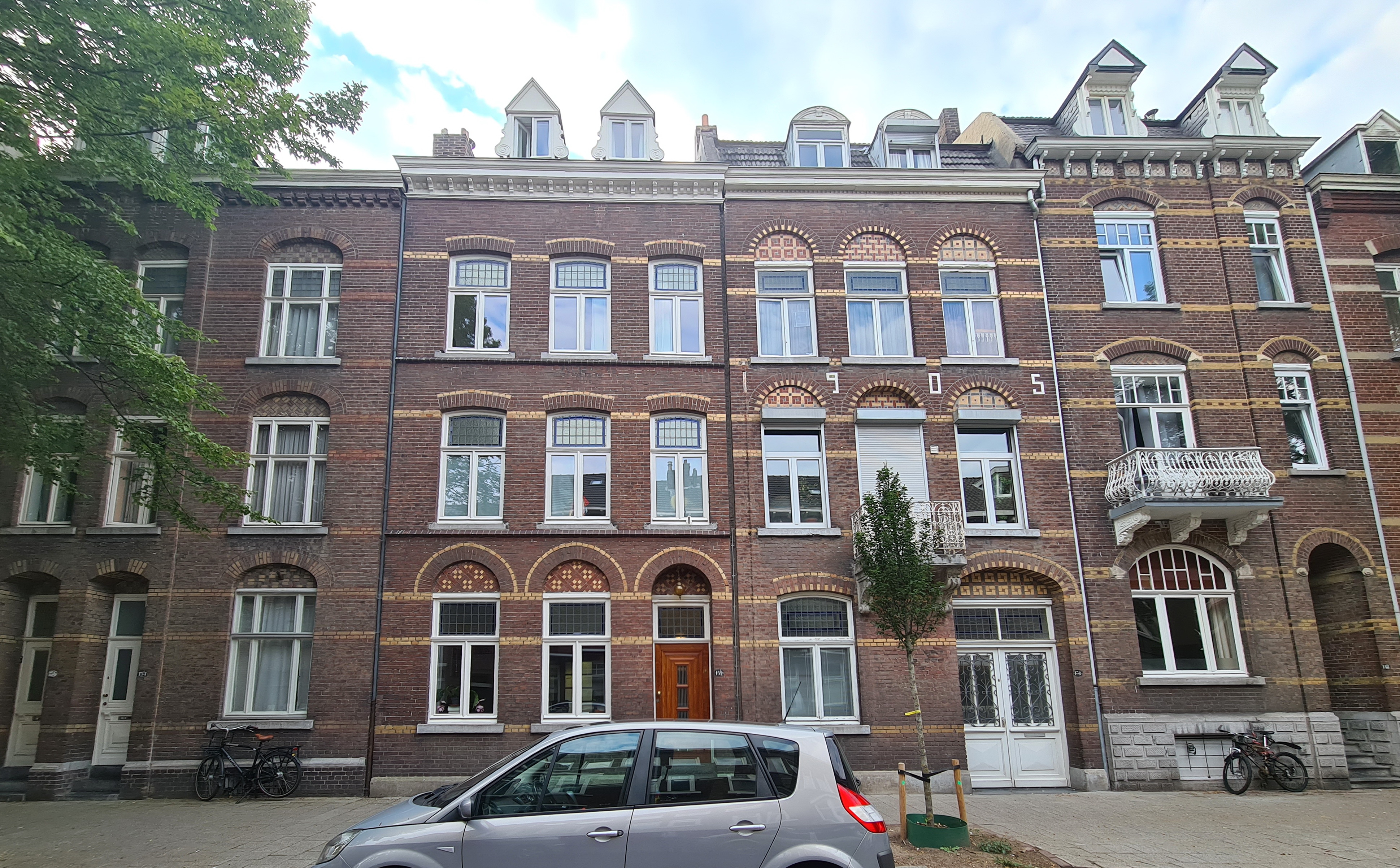
Herbenusstraat 148 t/m 156
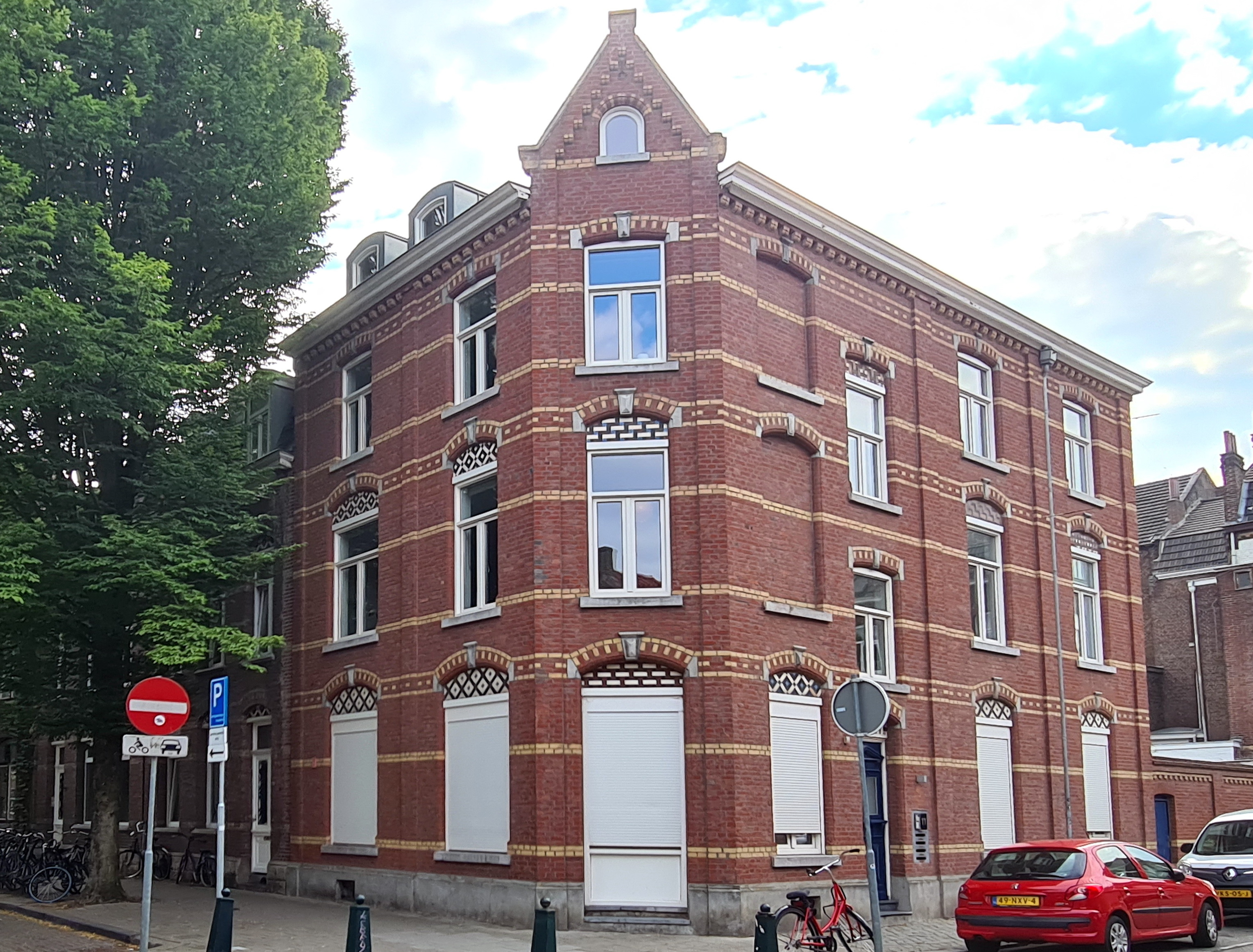
Hoek Herbenusstraat/Zakstraat

### Bijzondere bebouwing
Halverwege de straat liggen aan de oneven zijde twee gebouwen die elders uitgebreid besproken worden: het voormalige Momus' Oudemannenhuis, een deels ommuurd complex met twee gebouwen uit circa 1875, en de Sint-Servatiusschool, een schoolgebouw met meerdere vleugels uit 1912. Het eerste is een gemeentelijk monument; het tweede een rijksmonument.
Het rijksmonument Brusselsestraat 140 is een zeventiende-eeuws hoekhuis, waarvan de zijgevel aan de Herbenusstraat grenst. Deze is op een onbekend moment vernieuwd. Wel zijn muurankers aanwezig, die het jaartal 1656 vormen. Over het midden van de zijgevel loopt een pilaster, die naar boven toe tweemaal vooruitsprint en eindigt als een schoorsteen. De voorgevel aan de Brusselsestraat bevat hoekblokken en banden, en eindigt in een hoofdgestel dat steunt op consoles, allemaal typerend voor de in de zeventiende eeuw populaire Maaslandse renaissancestijl. Doordat de gevel egaal wit geschilderd is, zijn de geveldetails moeilijk te onderscheiden. De kruiskozijnen zijn verdwenen en de pui is modern.

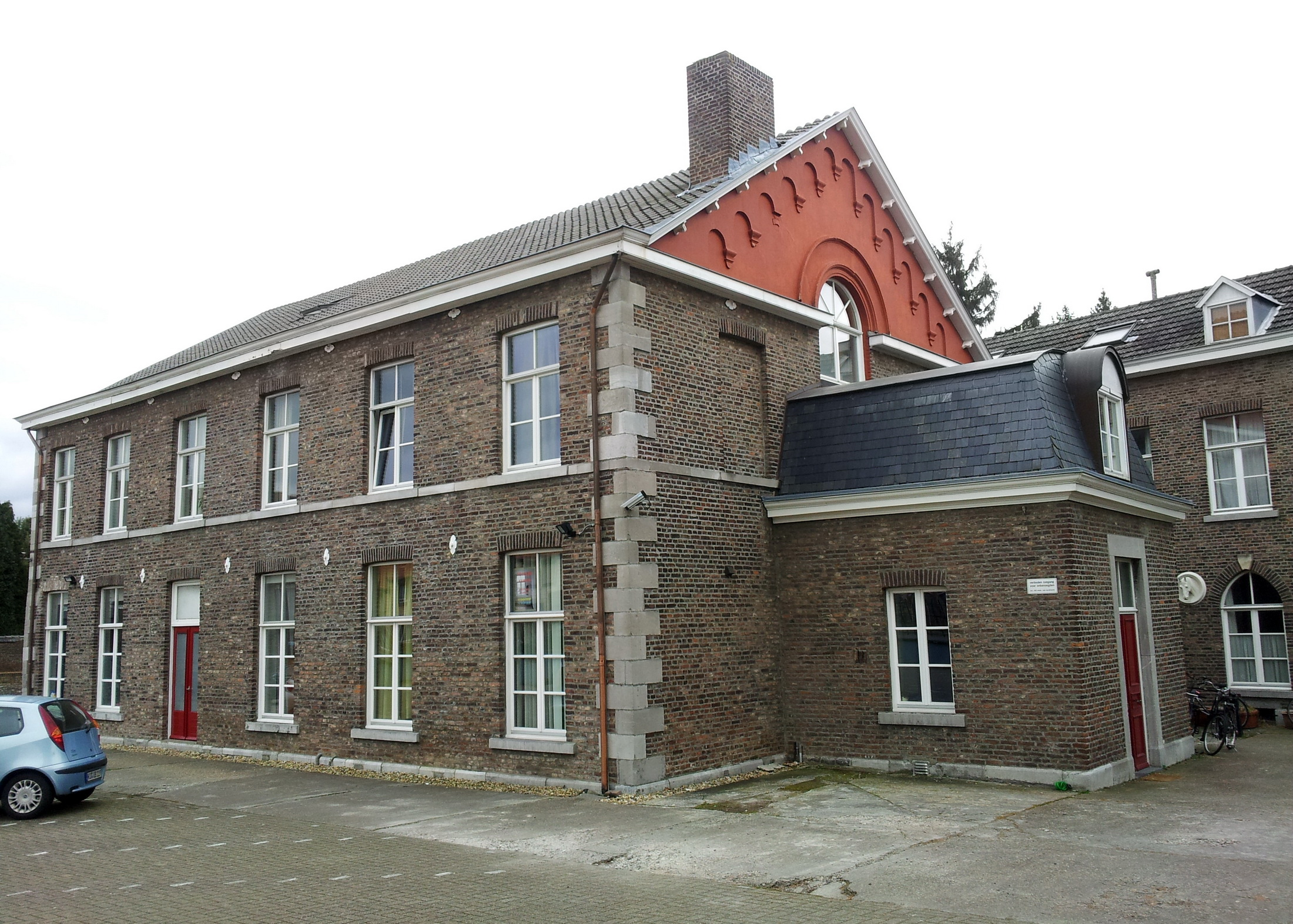
Momus' Oudemannenhuis, hoofdgebouw
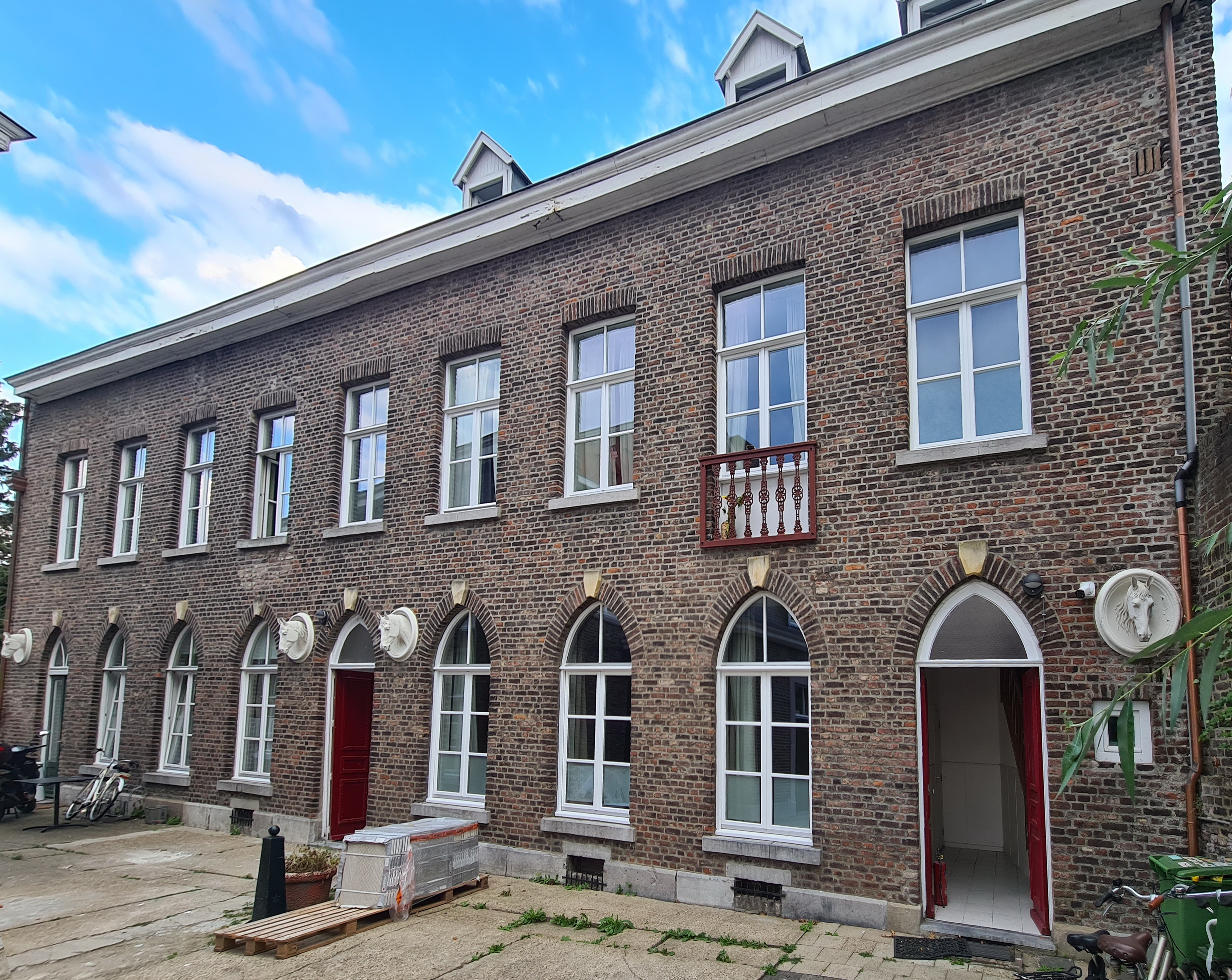
Momus' Oudemannenhuis, bijgebouw
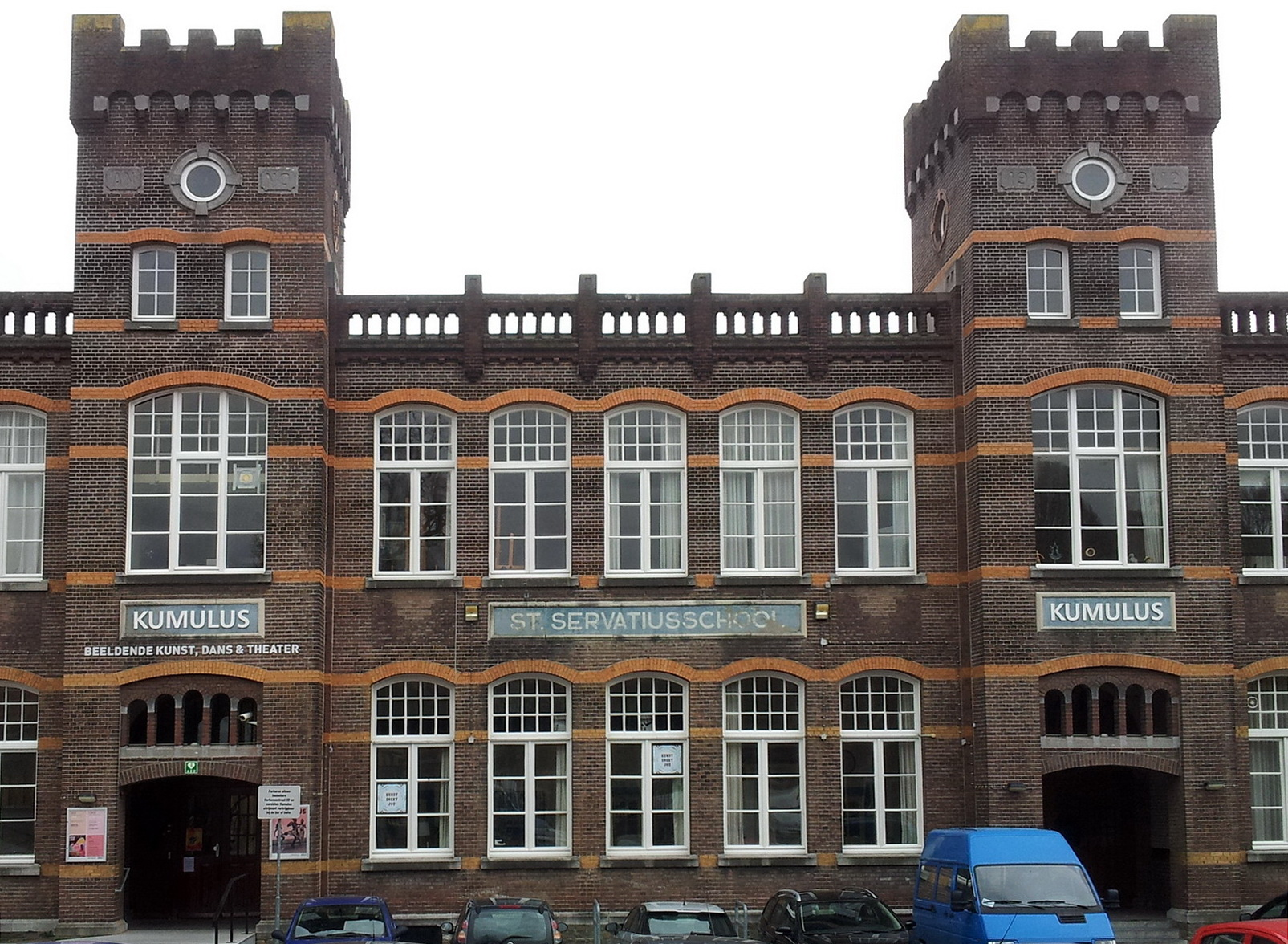
Sint-Servatiusschool, detail voorgevel
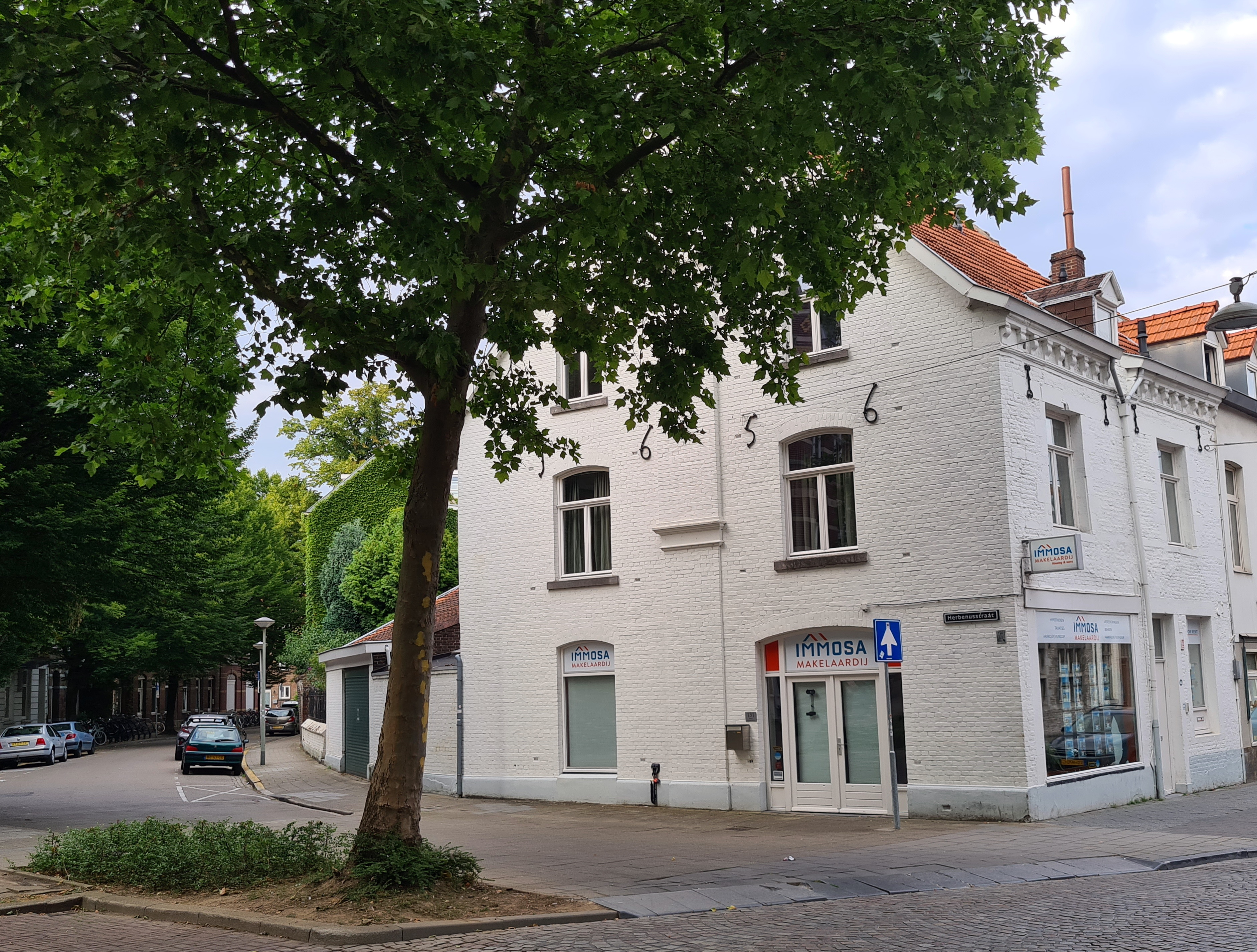
Brusselsestraat 140, zijgevel Herbenusstraat

### Kunst, gedenktekens

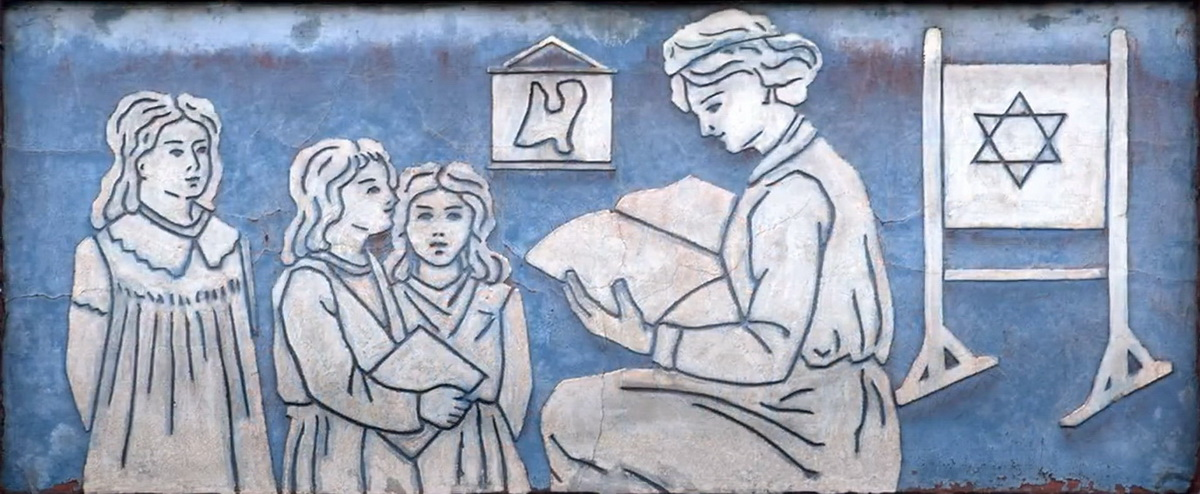
Sgraffitotableau aan de gevel van de Sint-Servatiusschool, waarschijnlijk uit 1912

Enkele panden vallen op door hun bijzondere geveldecoraties. De vier boogvelden boven de vensters van Herbenusstraat 23 zijn versierd met sgraffitowerk. De vrouwenbustes met takken en gebladerte stellen de vier jaargetijden voor. Twee andere tableaus in deze techniek bevinden zich boven de hoofdingangen van de Sint-Servatiusschool, destijds openbare Herbenusschool. Ze tonen taferelen van schoolkinderen rondom een schoolmeester (links) en een schooljuffrouw (rechts). Opvallend is het hexagram op het schoolbord in het rechter paneel. Of dit een verwijzing is naar de davidster als symbool van het Jodendom, is niet duidelijk. In elk geval werd het paneel tijdens de Tweede Wereldoorlog ongemoeid gelaten.
Op de noordelijke hoek van de lage aanbouw van Herbenusstraat 89a, grenzend aan het schoolplein van de Sint-Servatiusschool, staat op een bakstenen hoekpijler een beeldje van een zittende draak of een ander fabeldier, dat een schild vasthoudt. Over de herkomst van het beeld is niets bekend, noch over de betekenis ervan. Waarschijnlijk is het oorspronkelijk niet bedoeld voor deze pijler.
Rondom de Sint-Servatiusschool bevinden zich nog twee kunstwerken. Op het voormalige schoolplein staat een beeld zonder titel van Jef Wishaupt uit 1983. Het bestaat uit drie stalen discusschijven, die tegen elkaar aanleunen. Aan de noordkant van het gebouw, in de voormalige schooltuin, staat het beeld De vrijwilliger van Thom Puckey uit 2005.
Aan de gevel van Herbenusstraat 20 is in 1989 een gedenksteen onthuld bij gelegenheid van de oplevering van 26 nieuwbouwwoningen in dit straatdeel. Boven deze steen bevinden zich twee oudere jaarstenen met opschrift "MBV 1879" en "MBV 1892", afkomstig van de gesloopte huizen, die eigendom waren van de Maastrichtse Bouwvereniging. Verderop, in situ op nrs. 52-54, bevindt zich de eerder vermelde jaarsteen met opschrift "R-P 1880".

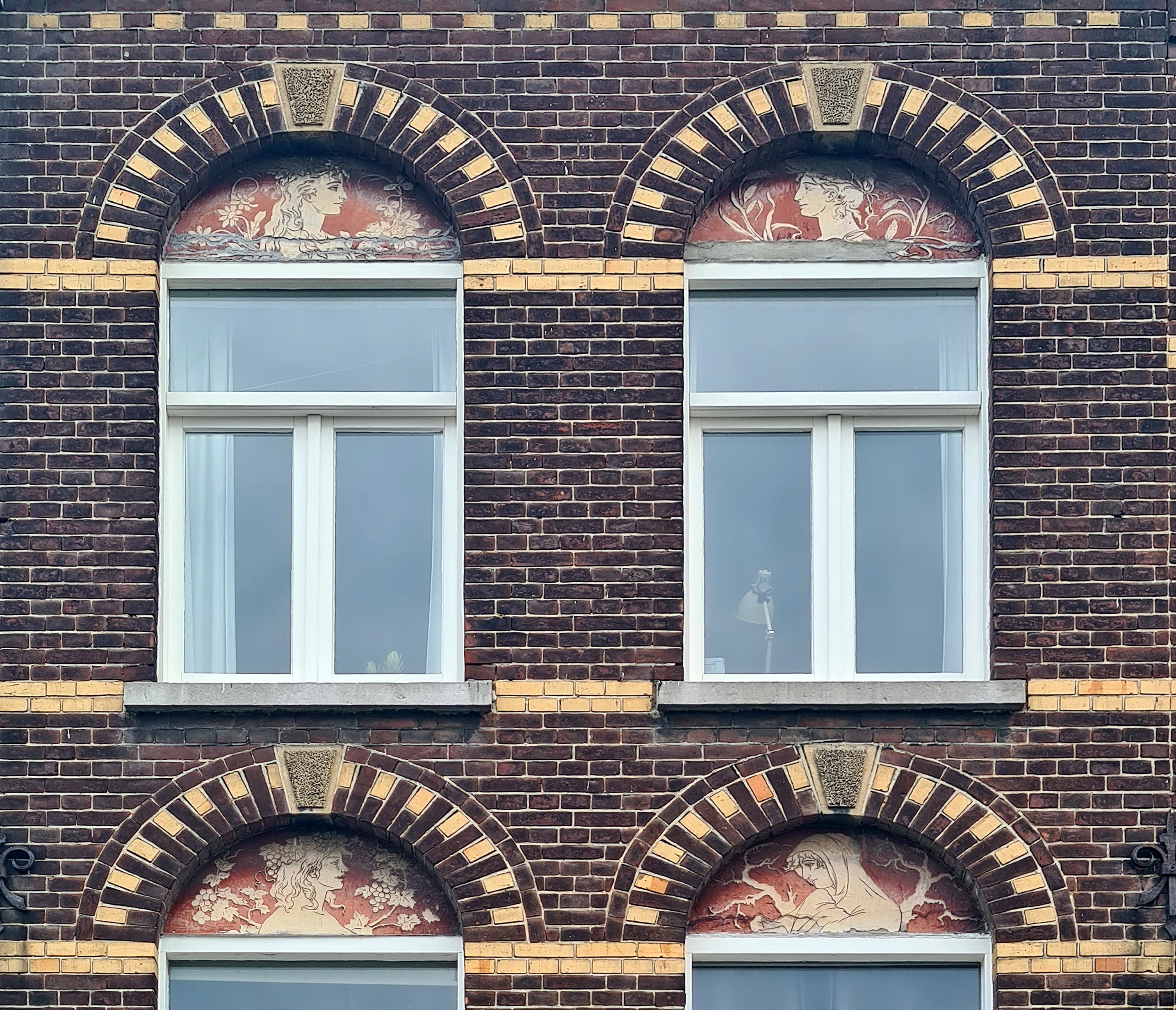
Vensterbogen met sgraffito, Herbenusstraat 23
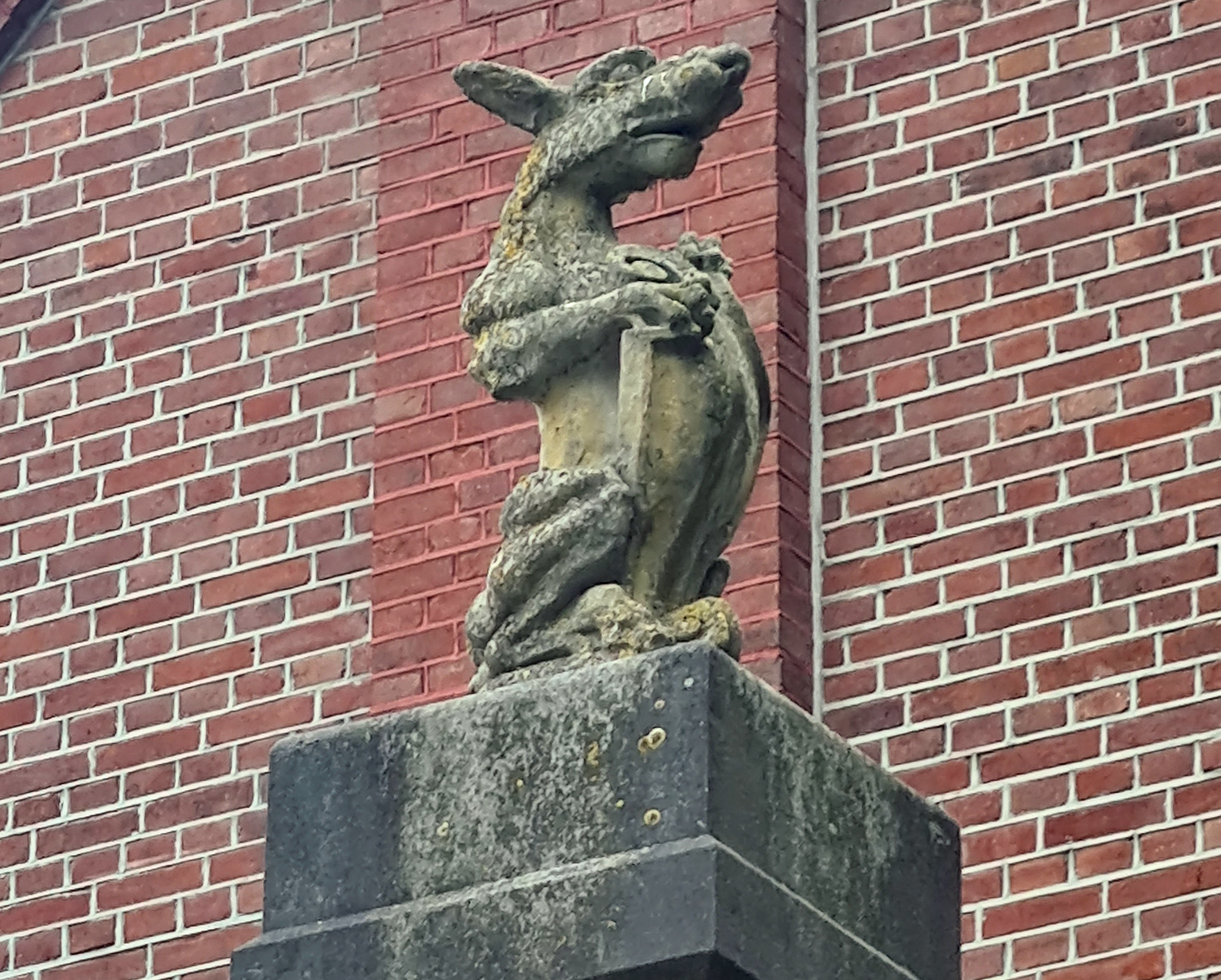
Beeld van fabeldier, Herbenusstraat 89A
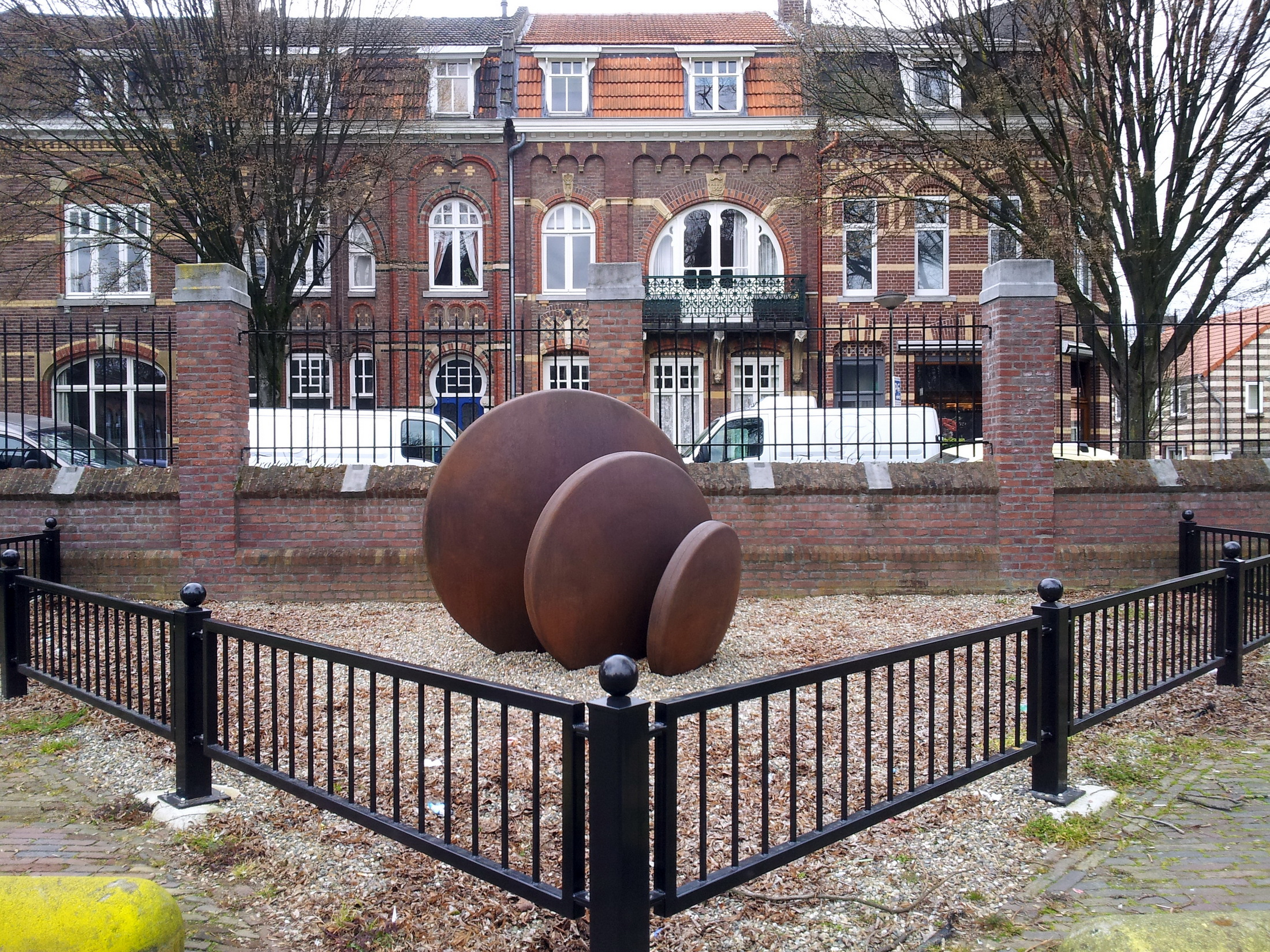
Sculptuur discusschijven van Jef Wishaupt
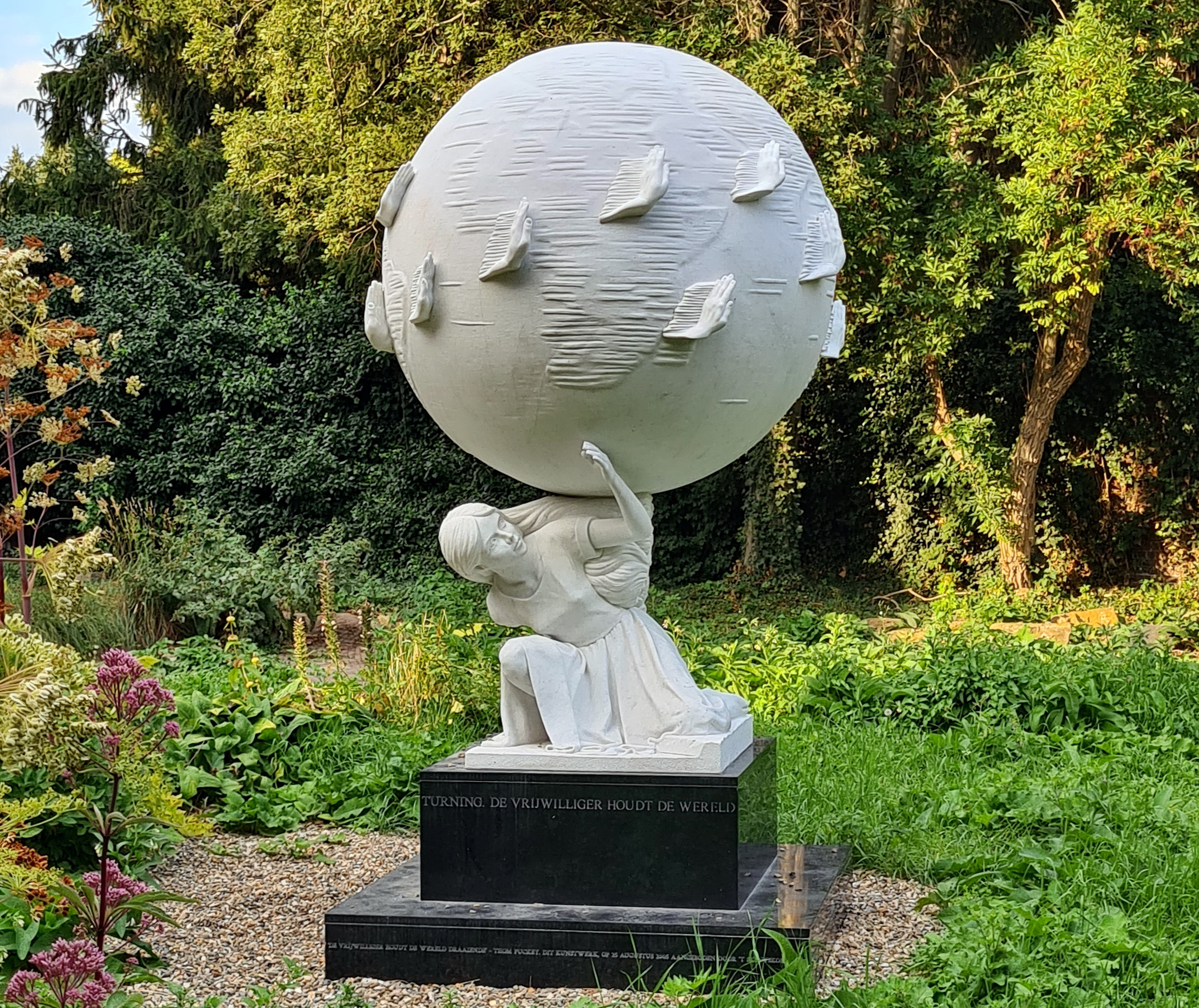
Beeld "De vrijwilliger" van Thom Puckey

## Varia
- In 1898 speelde in Maastricht de "slachthuisquaestie". Als mogelijke locatie voor het nieuwe slachthuis was ook de grotendeels nog onbebouwde strook "tusschen den boulevard en de Téméraire" (tussen Statensingel en Herbenusstraat) in beeld.[72] Nog in hetzelfde jaar besloot de gemeenteraad het nieuwe Gemeentelijk Slachthuis aan de Fransensingel te bouwen, waar het de minste overlast zou geven.
- Een vreselijk ongeluk vond plaats op 21 februari 1936 toen in de Herbenusschool een schoolbord van 200 kilo van de muur viel en de twaalfjarige Christine Gybels van de Brouwersweg verpletterde.[73]
- In het pand Herbenusstraat 9 was van 1992 tot 1999(?) de sociëteit van studentenvereniging SV Circumflex gevestigd. Hier werd de eerstejaarsstudente Tanja Groen in 1993 voor het laatst gezien.
- In 2021 werd door de bewoners van Herbenusstraat 18-24, ondersteund door woningcorporatie Servatius, een buurttuin aangelegd op de plek van een aantal verwilderde tuinen. De buurttuin functioneert als ontmoetingsplek voor omwonenden.[74]